# Biserica de lemn din Valea Mare, Caraș Severin

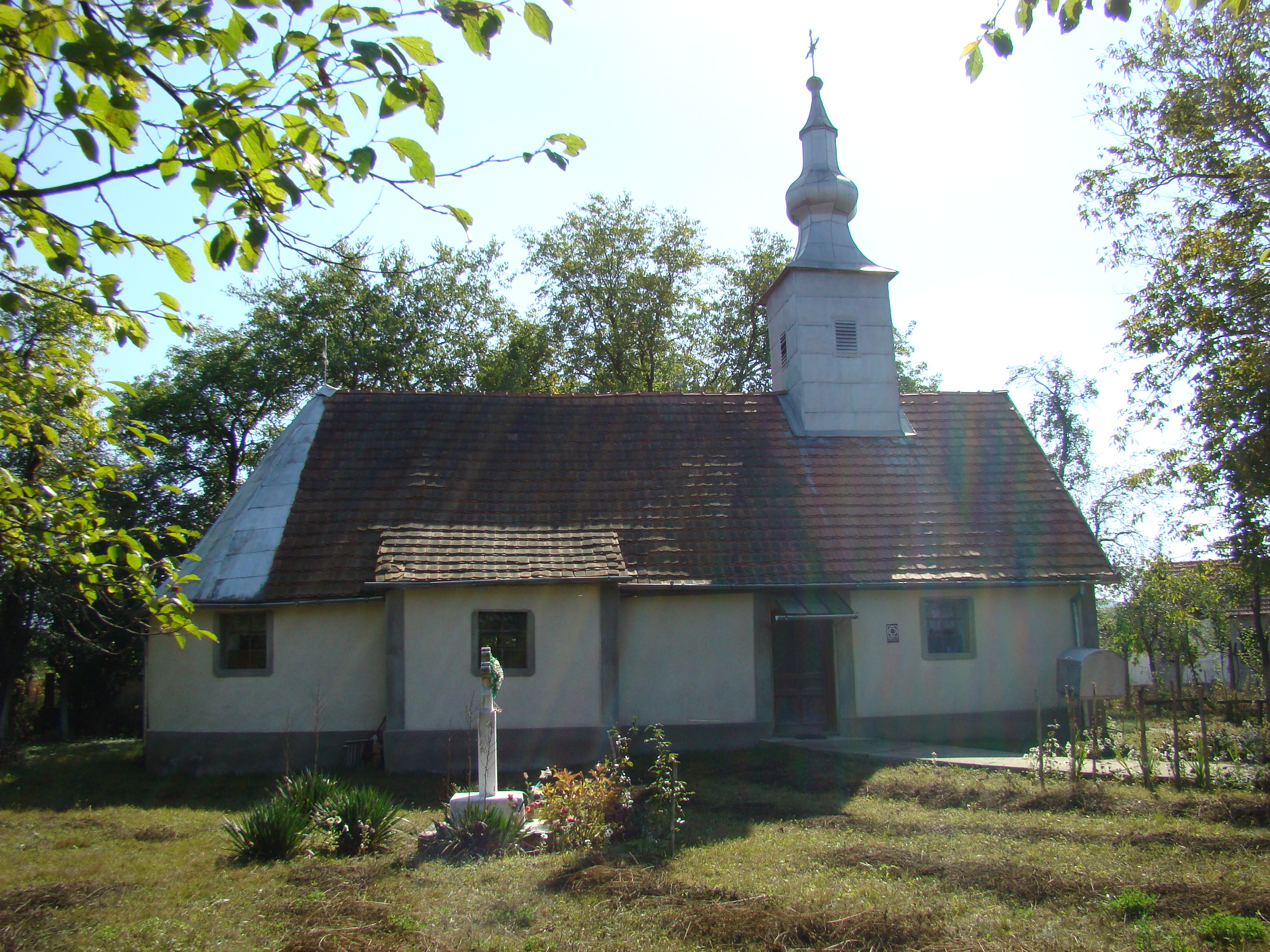
Biserica de lemn „Sfinţii Arhangheli” din Valea Mare, comuna Fârliug, județul Caraș-Severin, foto: septembrie 2009.

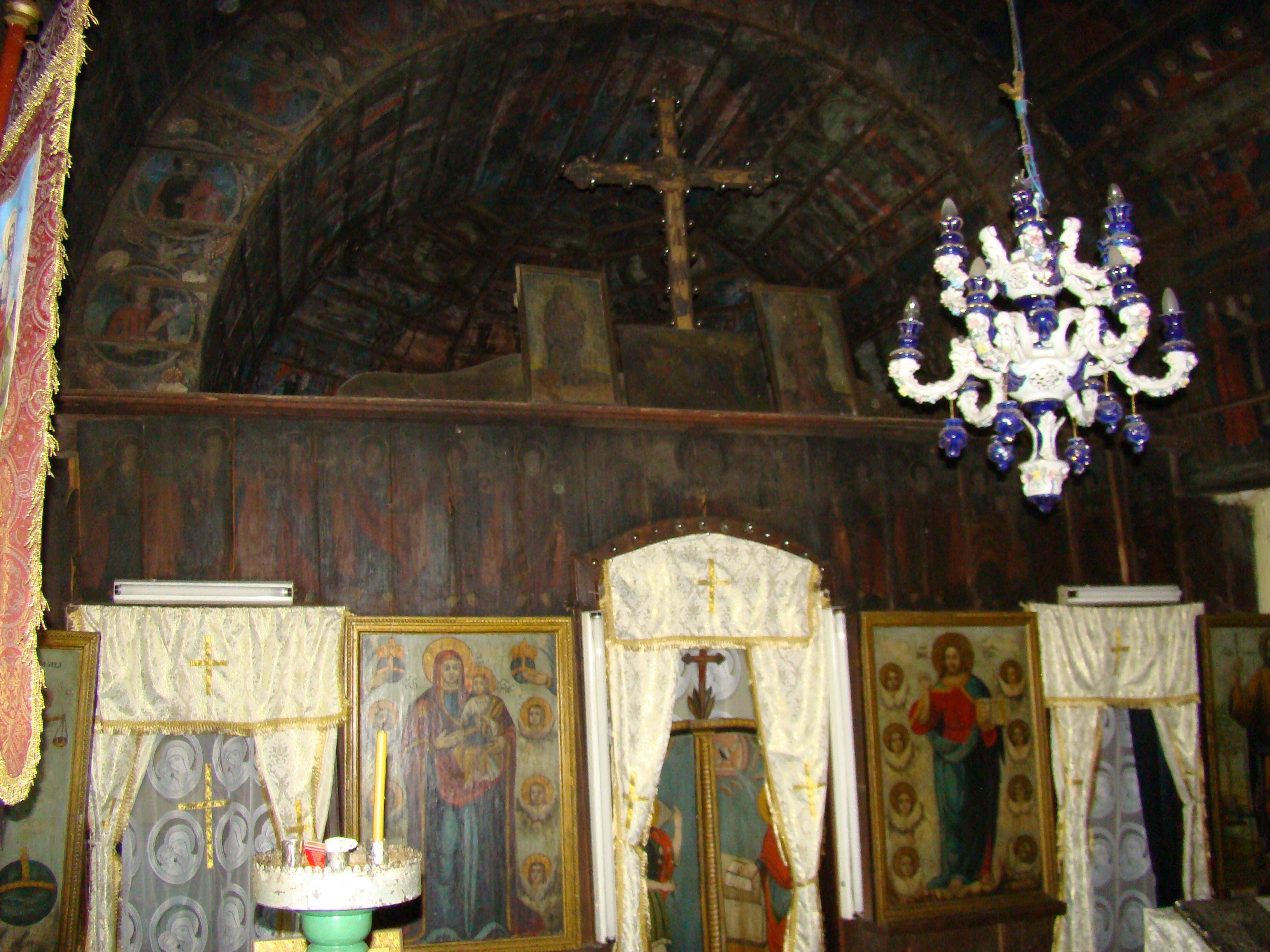
Iconostasul

Biserica de lemn din Valea Mare, comuna Fârliug, județul Caraș-Severin a fost construită în anul 1800. Are hramul „Sfinții Arhangheli Mihail și Gavriil” și se află pe noua listă a monumentelor istorice sub codul LMI cod LMI CS-II-m-B-11219.

## Istoric și trăsături
Biserica ortodoxă, monument istoric, cu hramul „Sfinții Arhangheli Mihail și Gavril”, din parohia Duleu, filia Valea Mare, a fost ridicată între 1800-1804. Costul lucrărilor nu se cunoaște; tradiția spune că au mai existat și alte biserici în comună, în număr de două, care au fost demolate. Ctitorii bisericii au fost enoriașii comunei; biserica a fost construită în stil baroc, tencuită, turnul construit din lemn acoperit cu tablă, boltă semicilindrică din scândură, pictată. Pictura a fost realizată din culori vegetale, în ulei, autorul fiind necunoscut. Iconostasul este confecționat din scândură, pictată, fără sculptură. Antimisul datează din 1916 și a fost donat de episcopul Ilie Miron Cristea. Restaurări interioare sau exterioare, la biserică și turn, s-au făcut în anii 1910, 1933, 1960. Patrimoniul mobil cuprinde icoane din sec. XVIII, cărți vechi de ritual Penticostar de Horezu 1743, Penticostar de Râmnic 1743, Antologhion 1745, Cazanie de Beciu 1793. Clopotele nu sunt cele vechi, ele datează din 1922, celelalte fiind rechiziționate în timpul primului război mondial. S-a păstrat întreaga arhivă a bisericii, cu matricolele botezaților, cununaților și morților încă din anul 1800.

## Imagini din exterior

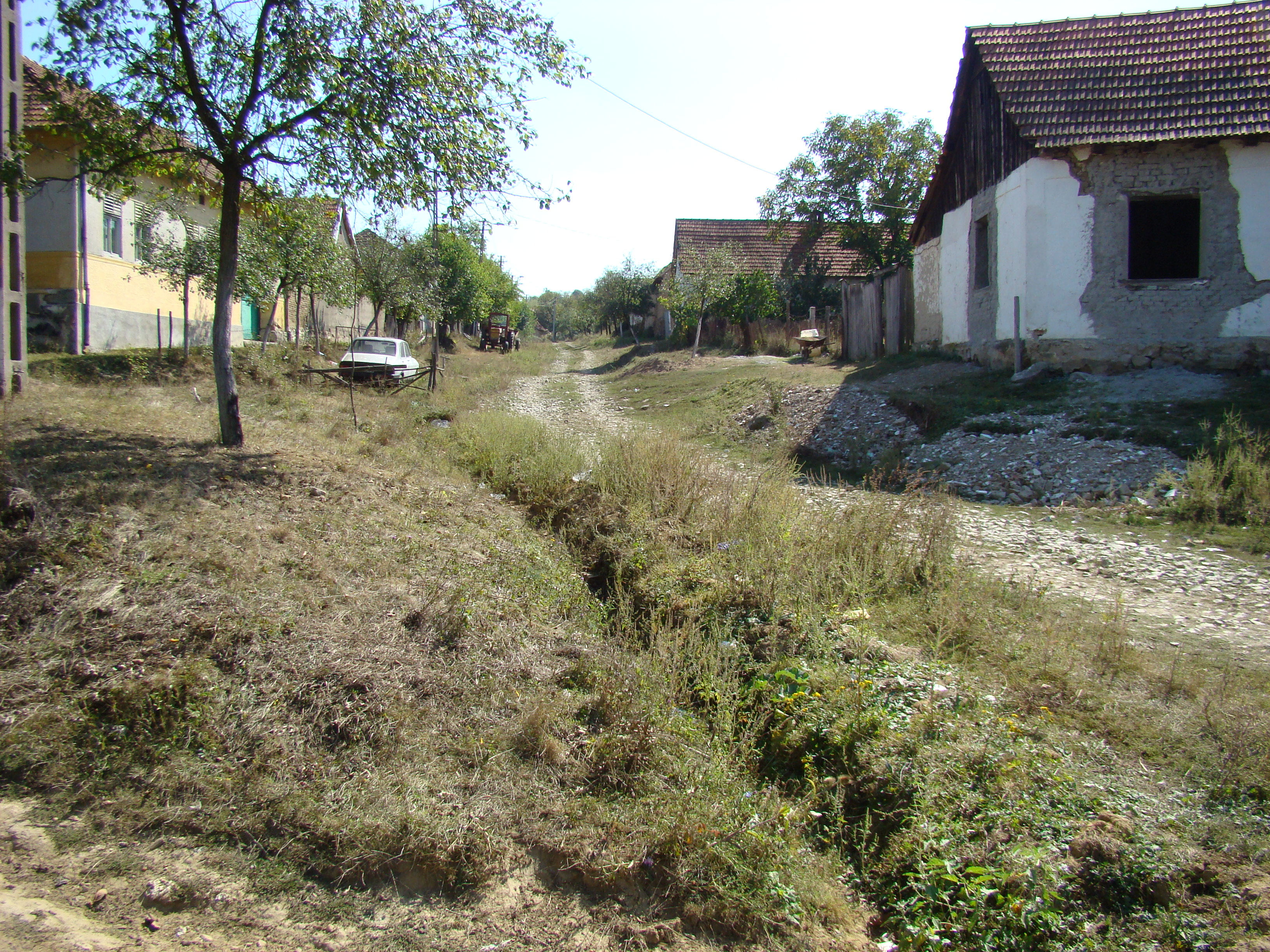
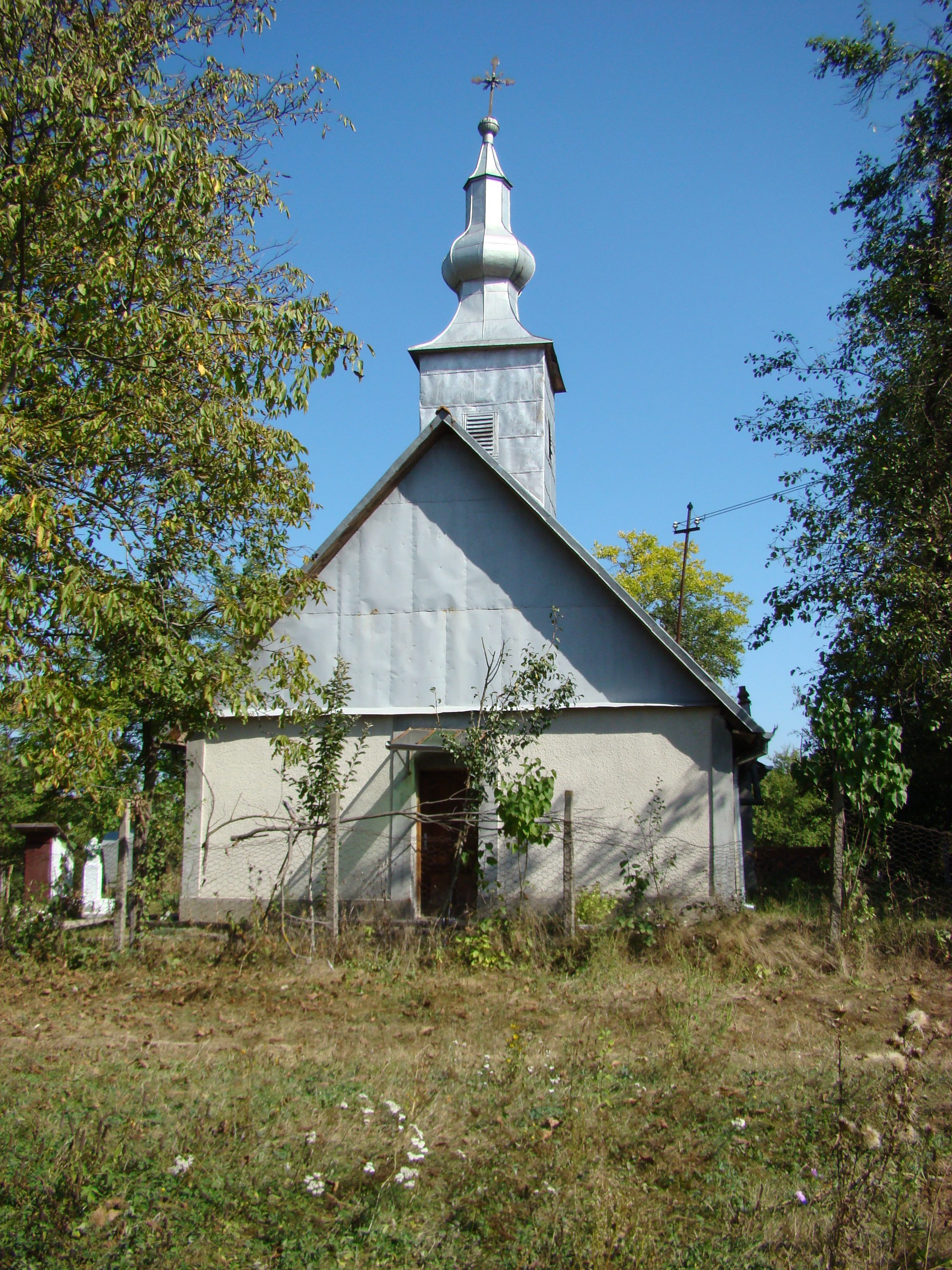
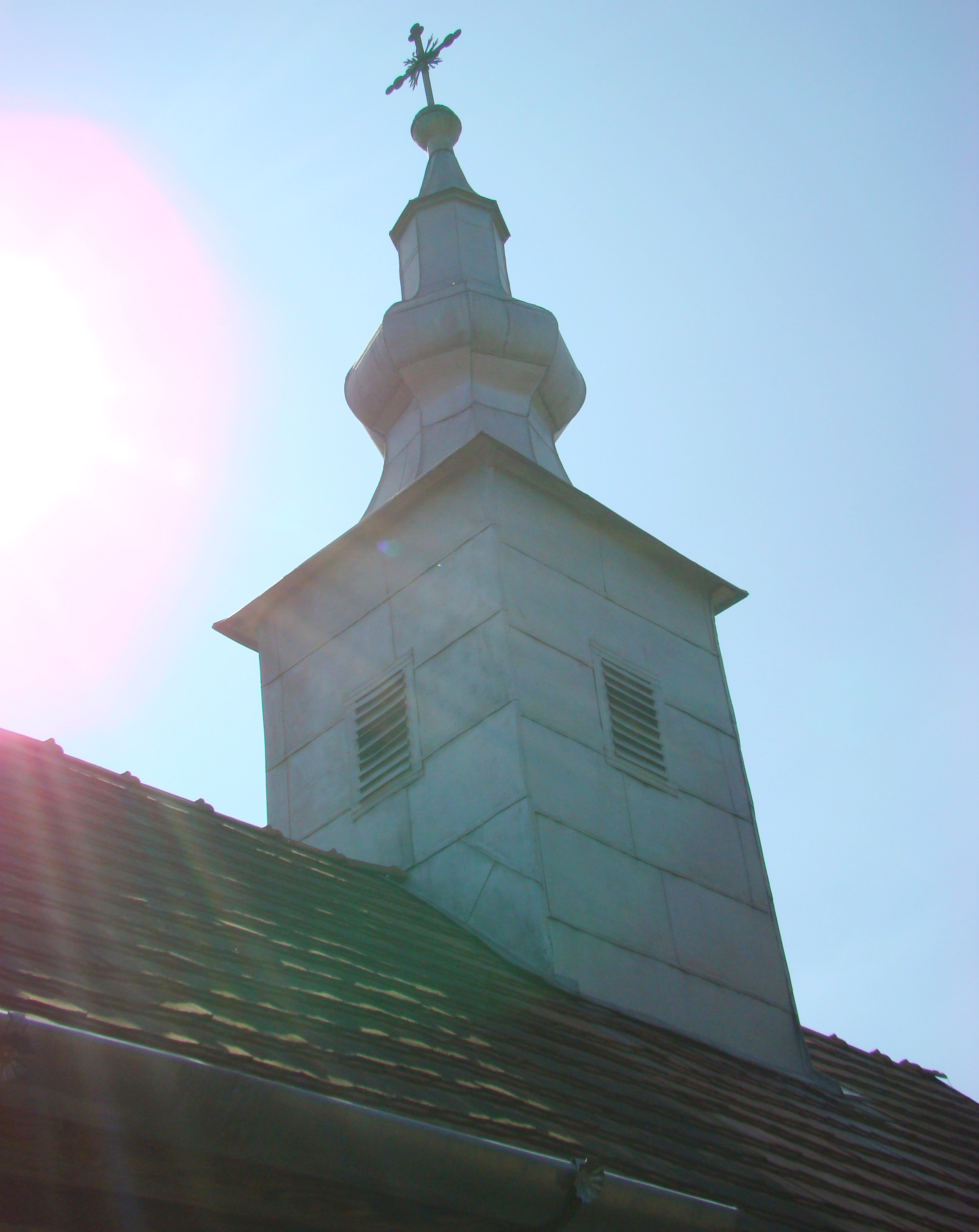
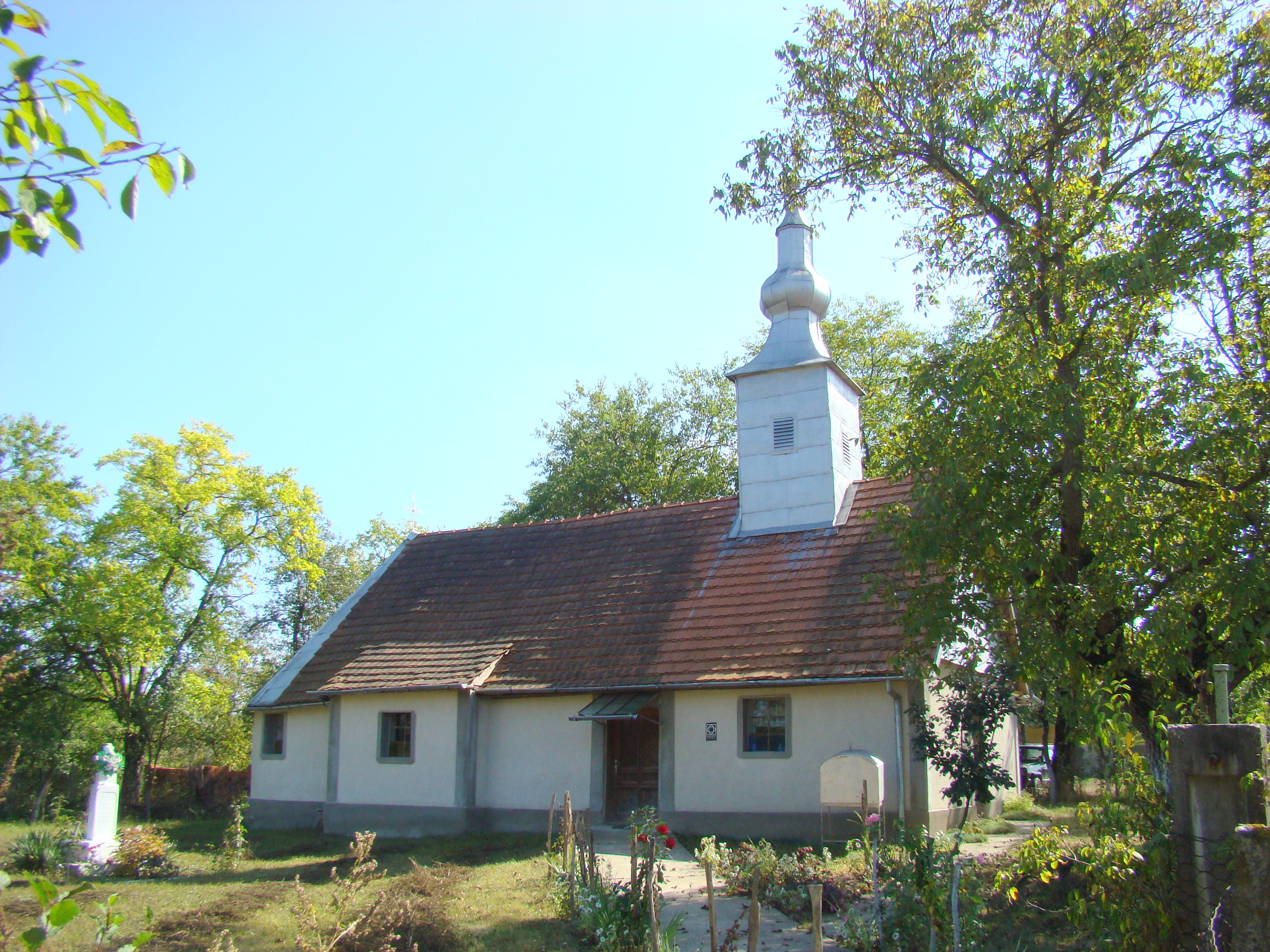
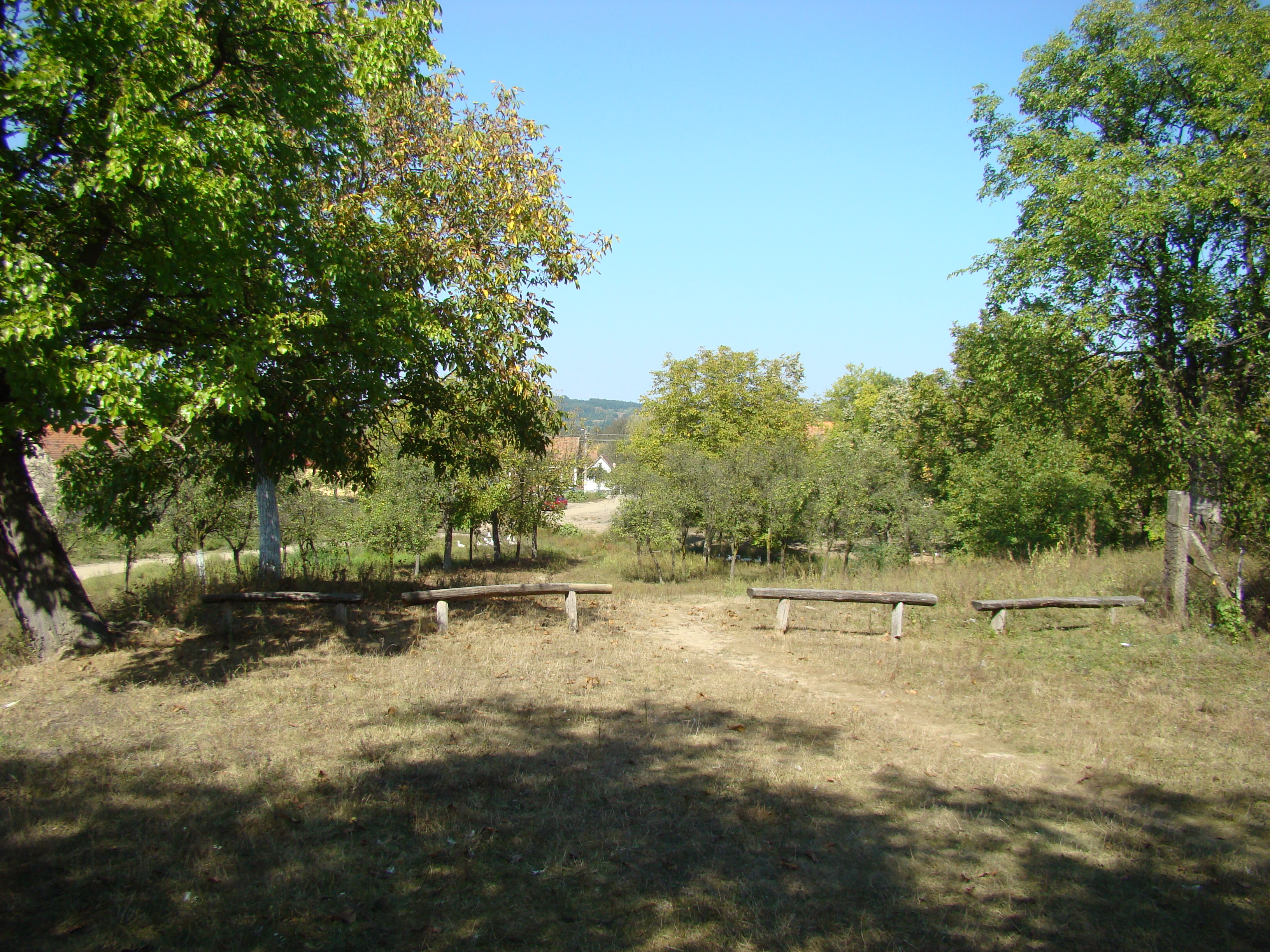
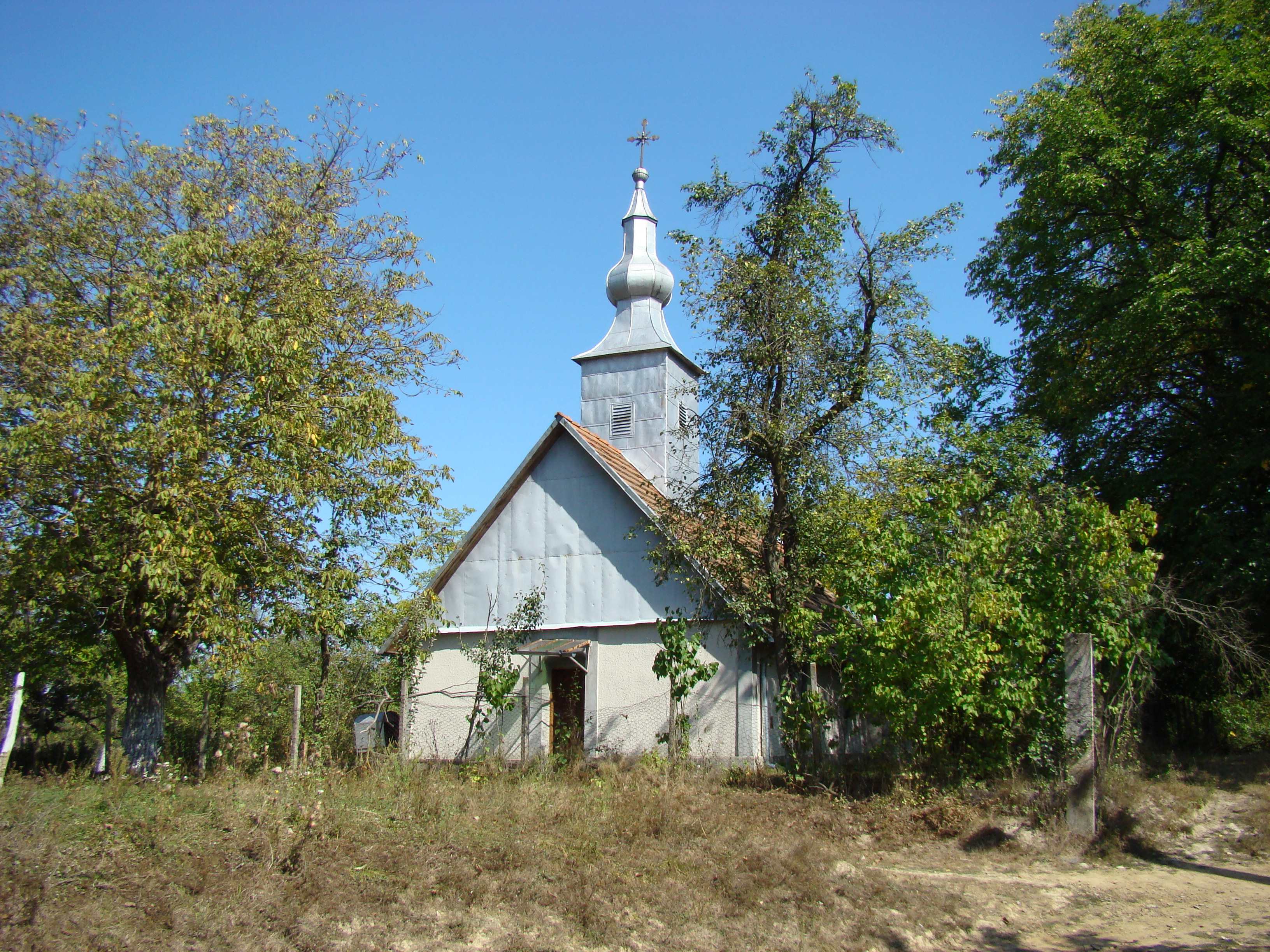
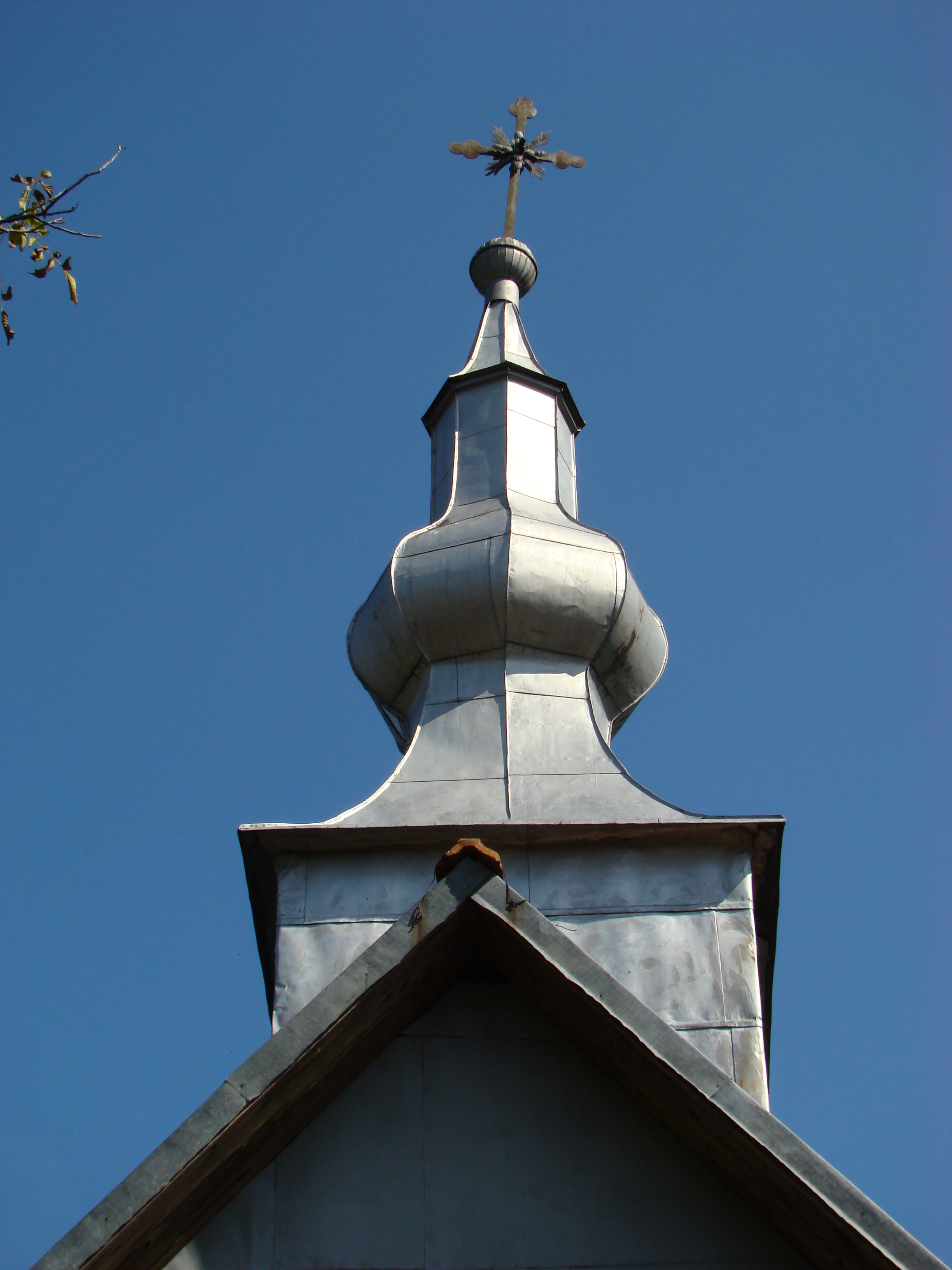
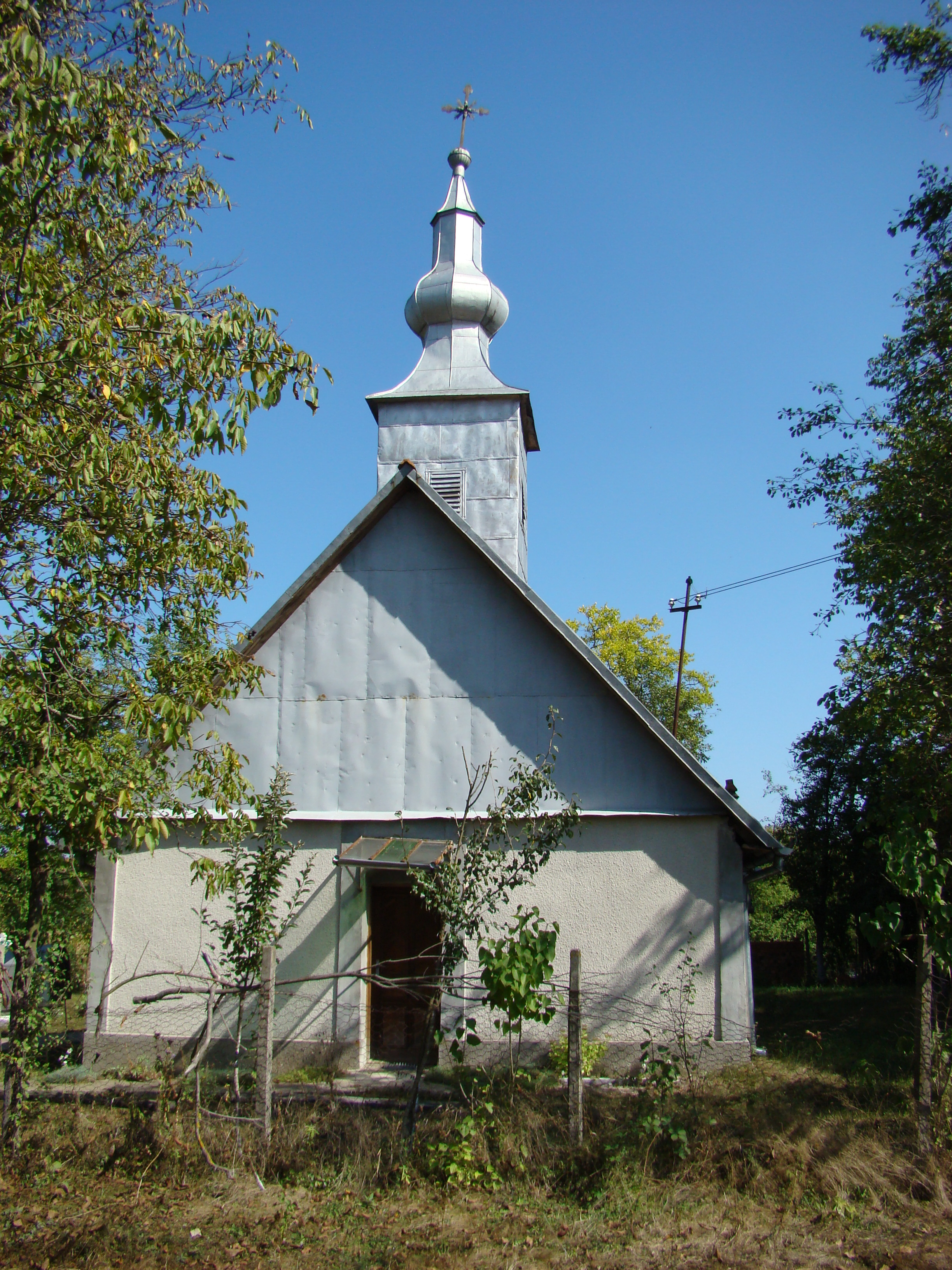
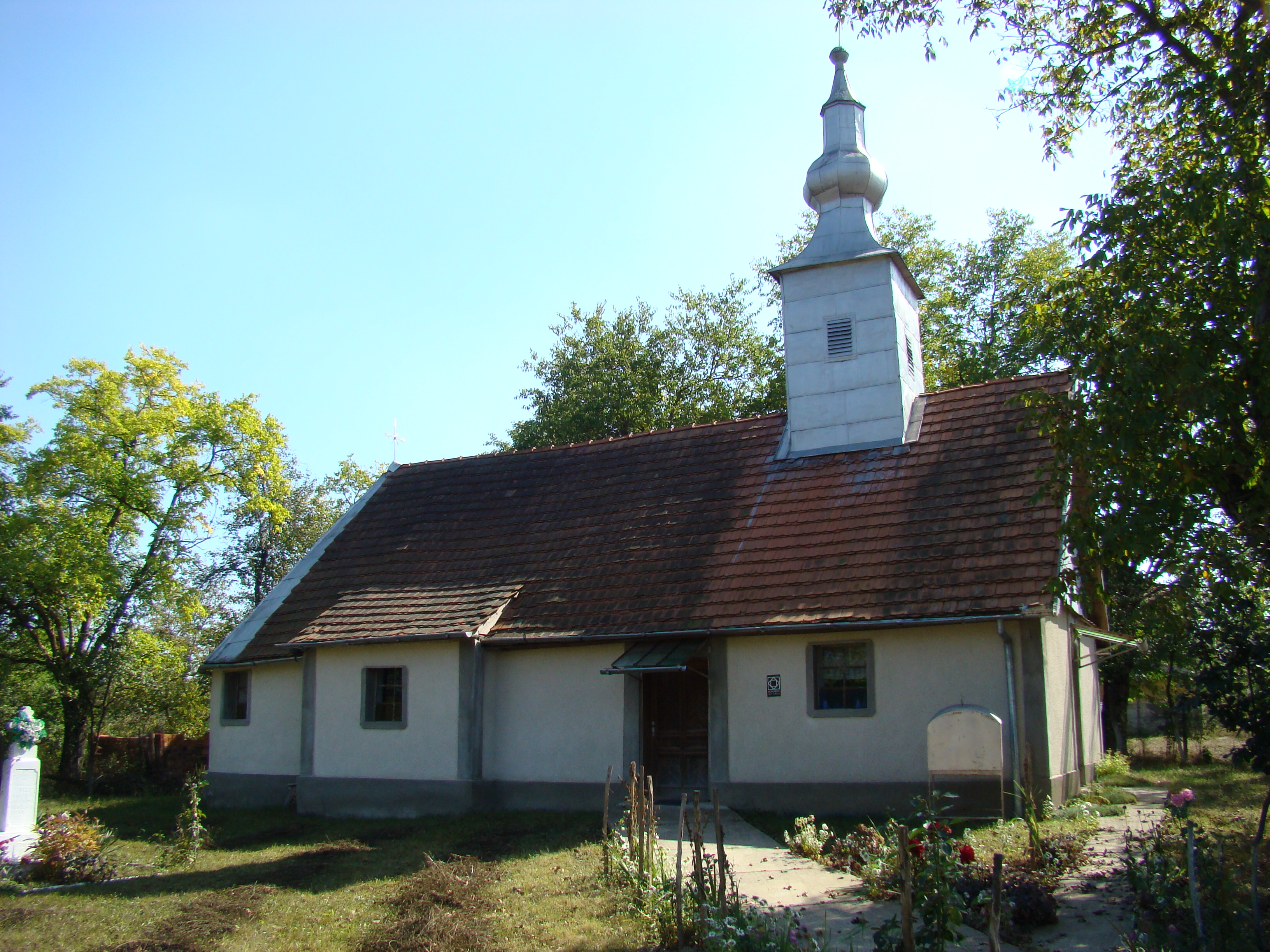
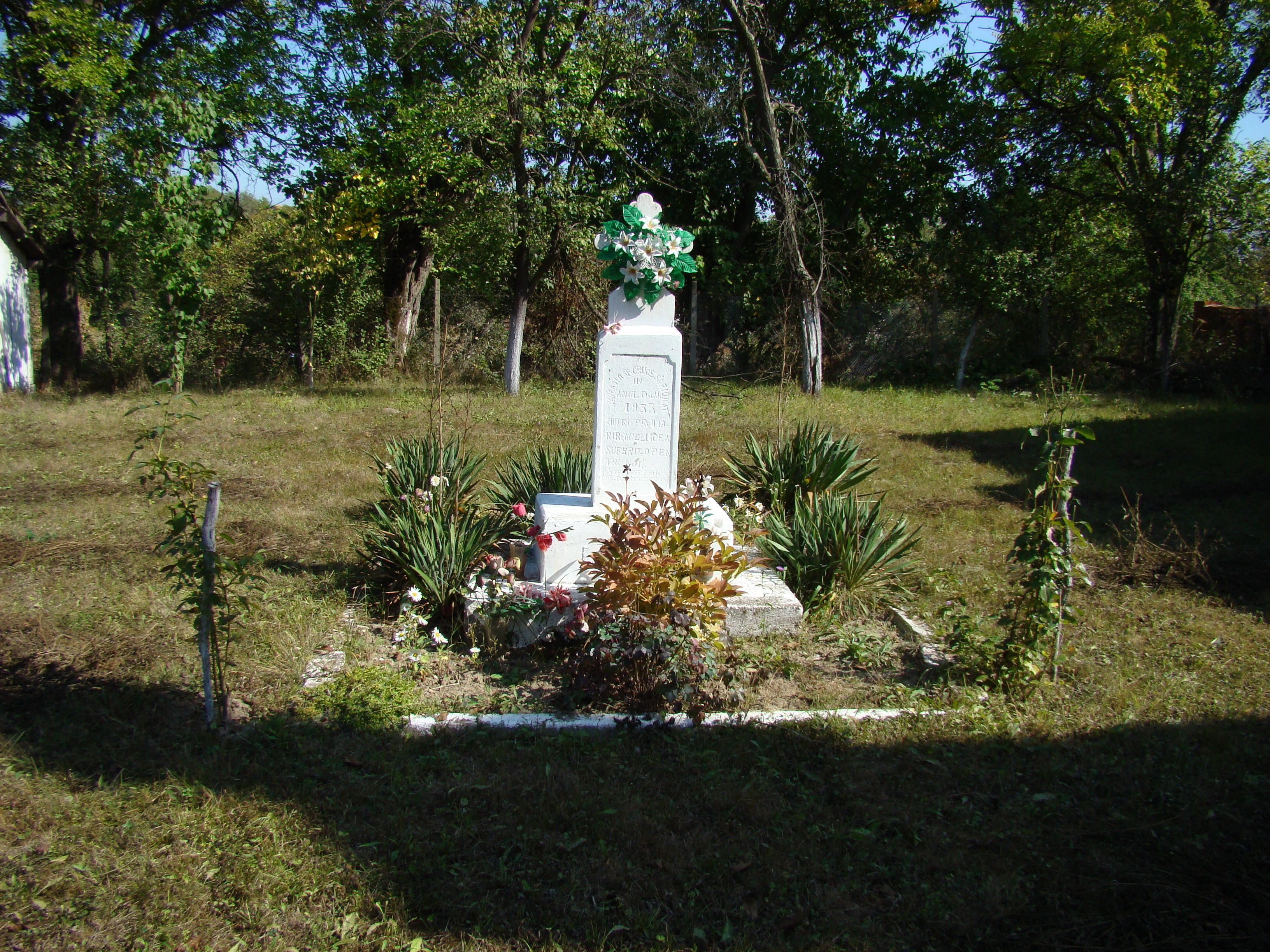
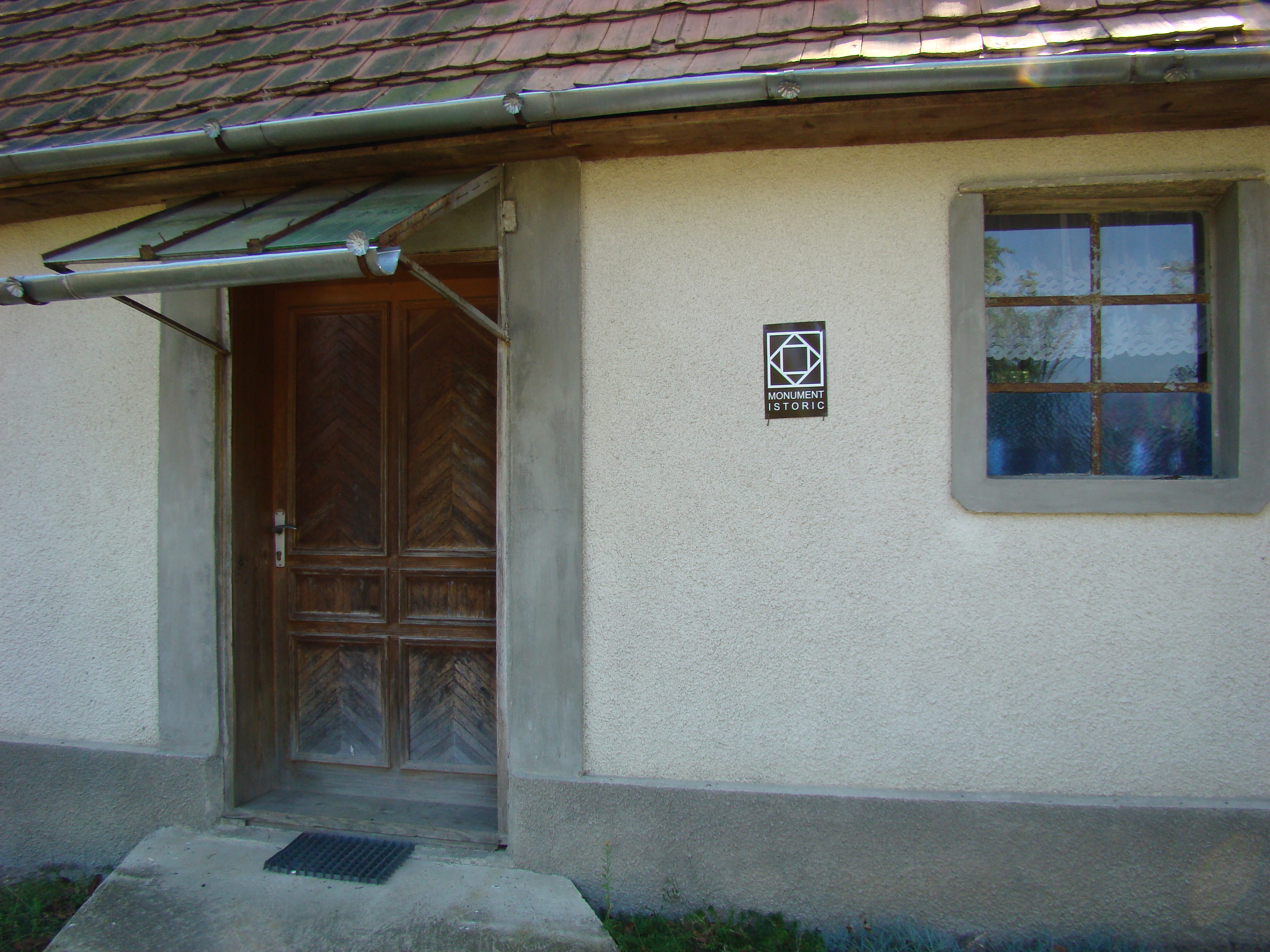
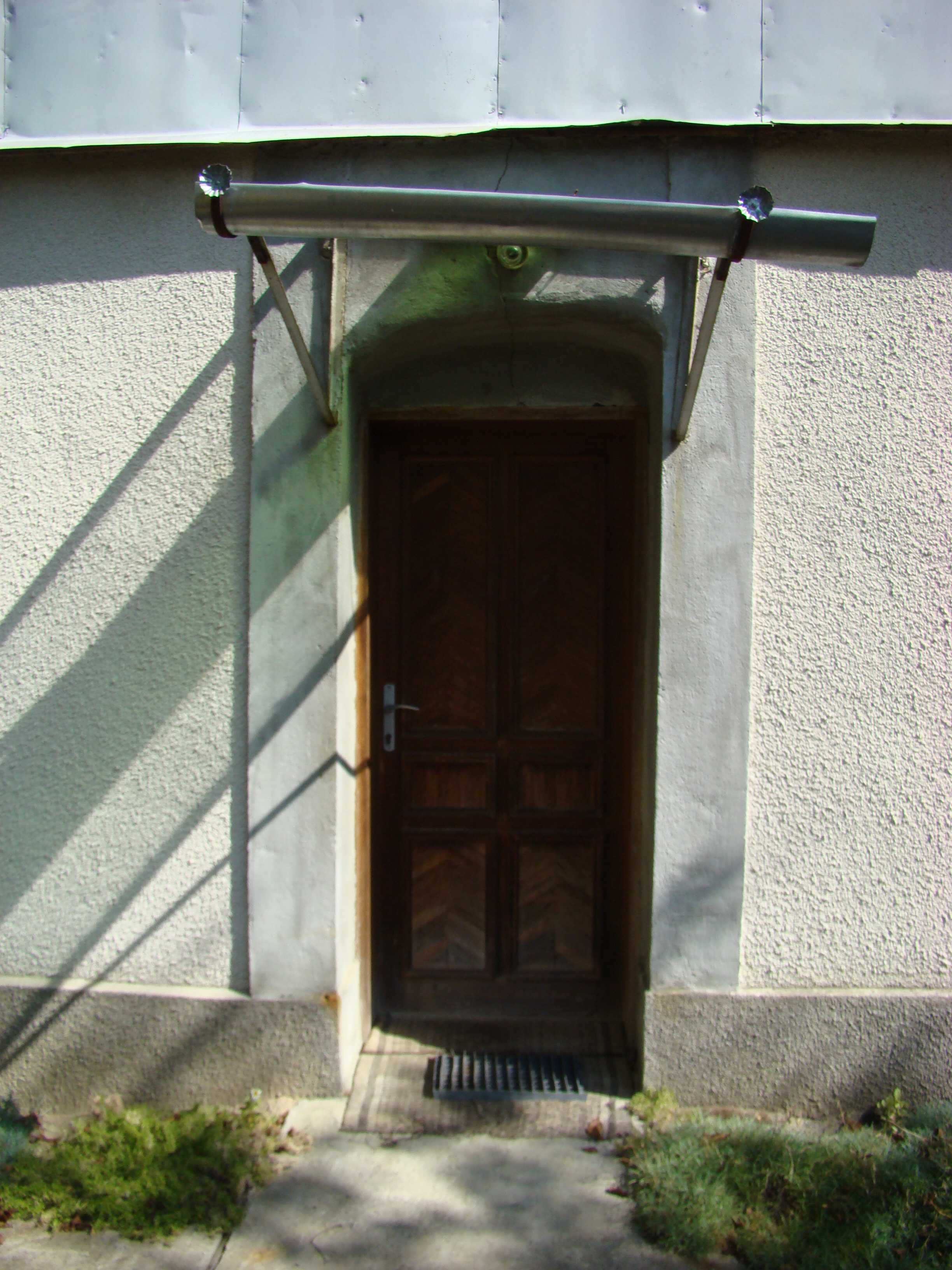
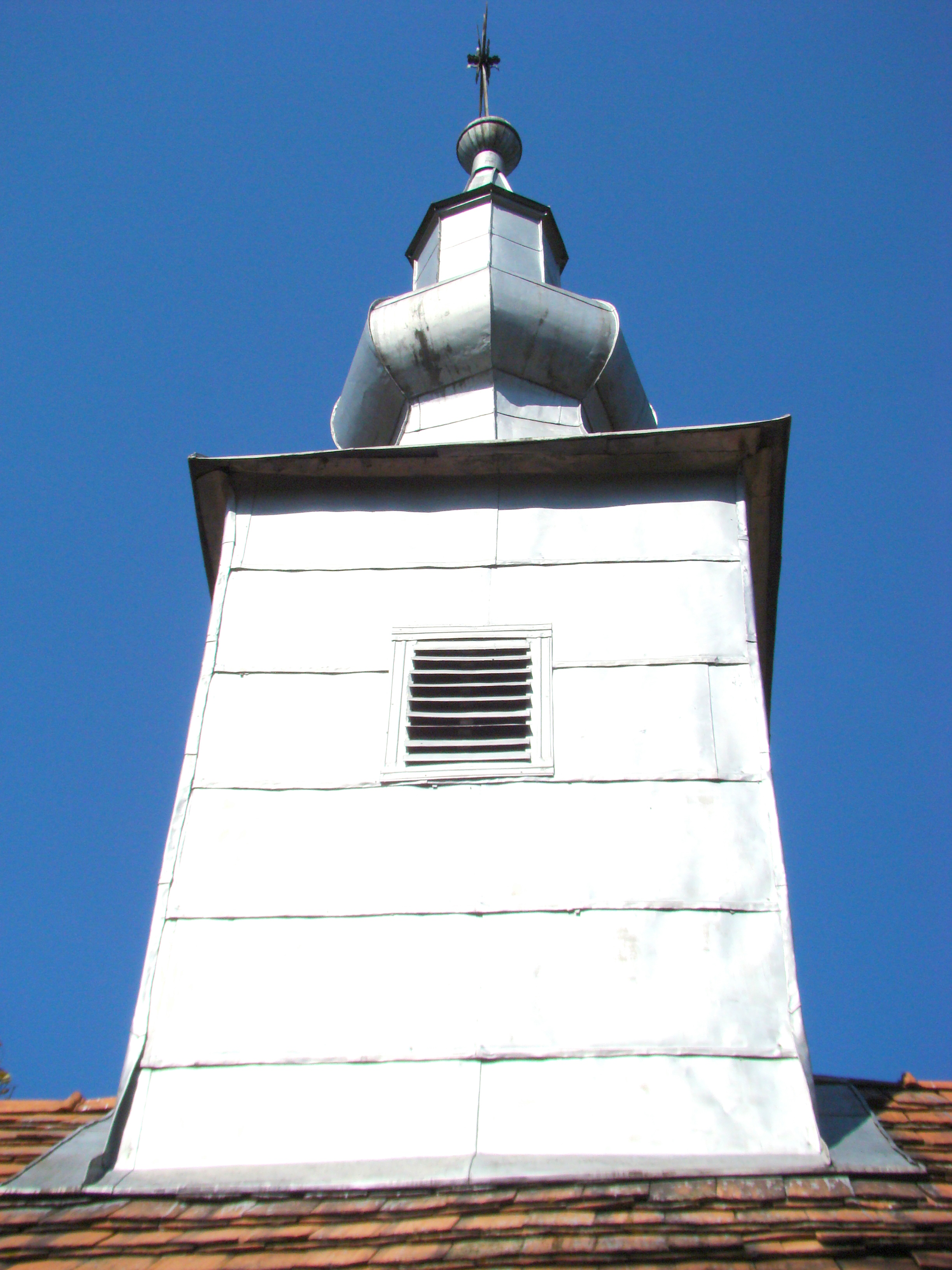
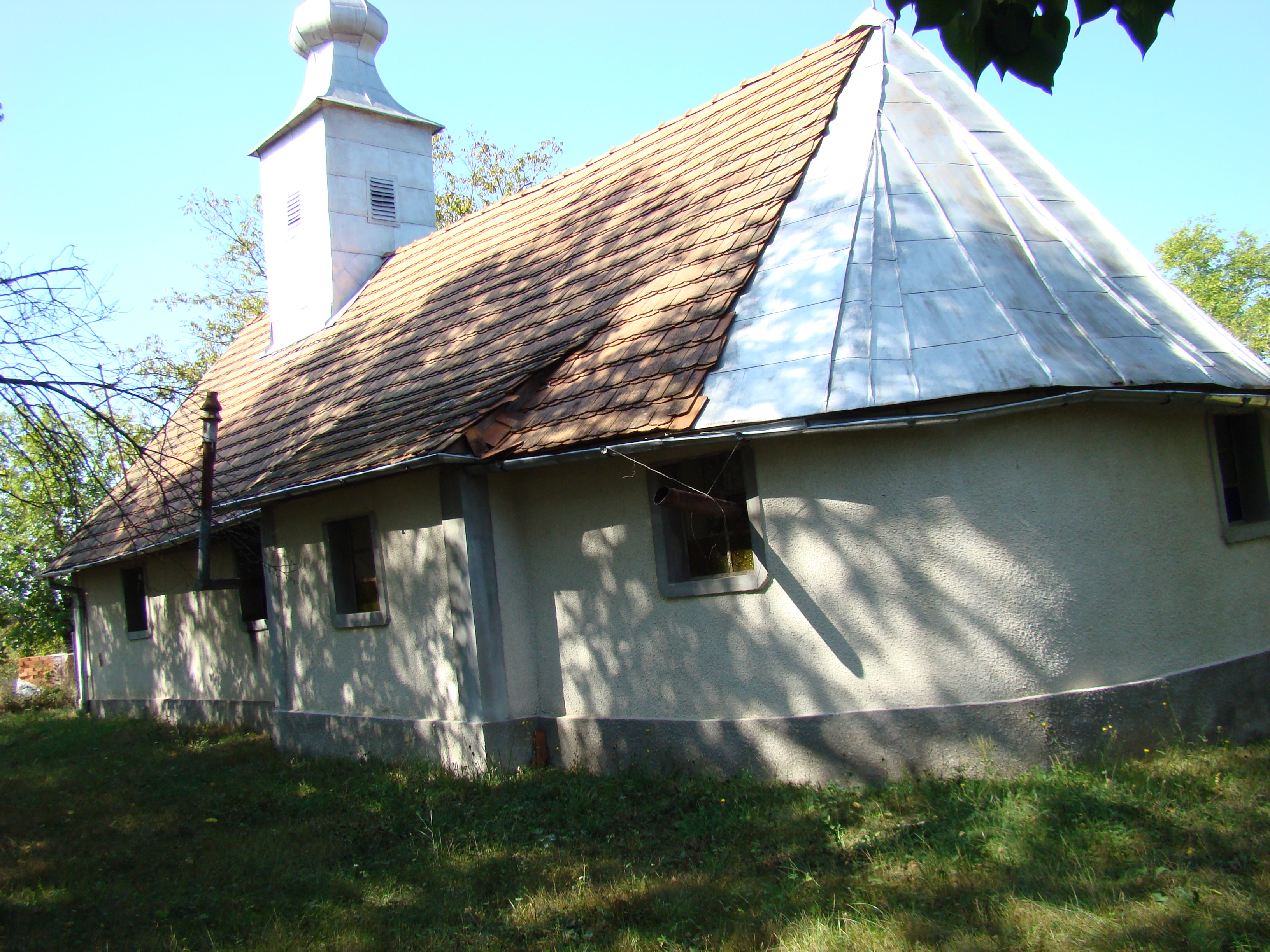
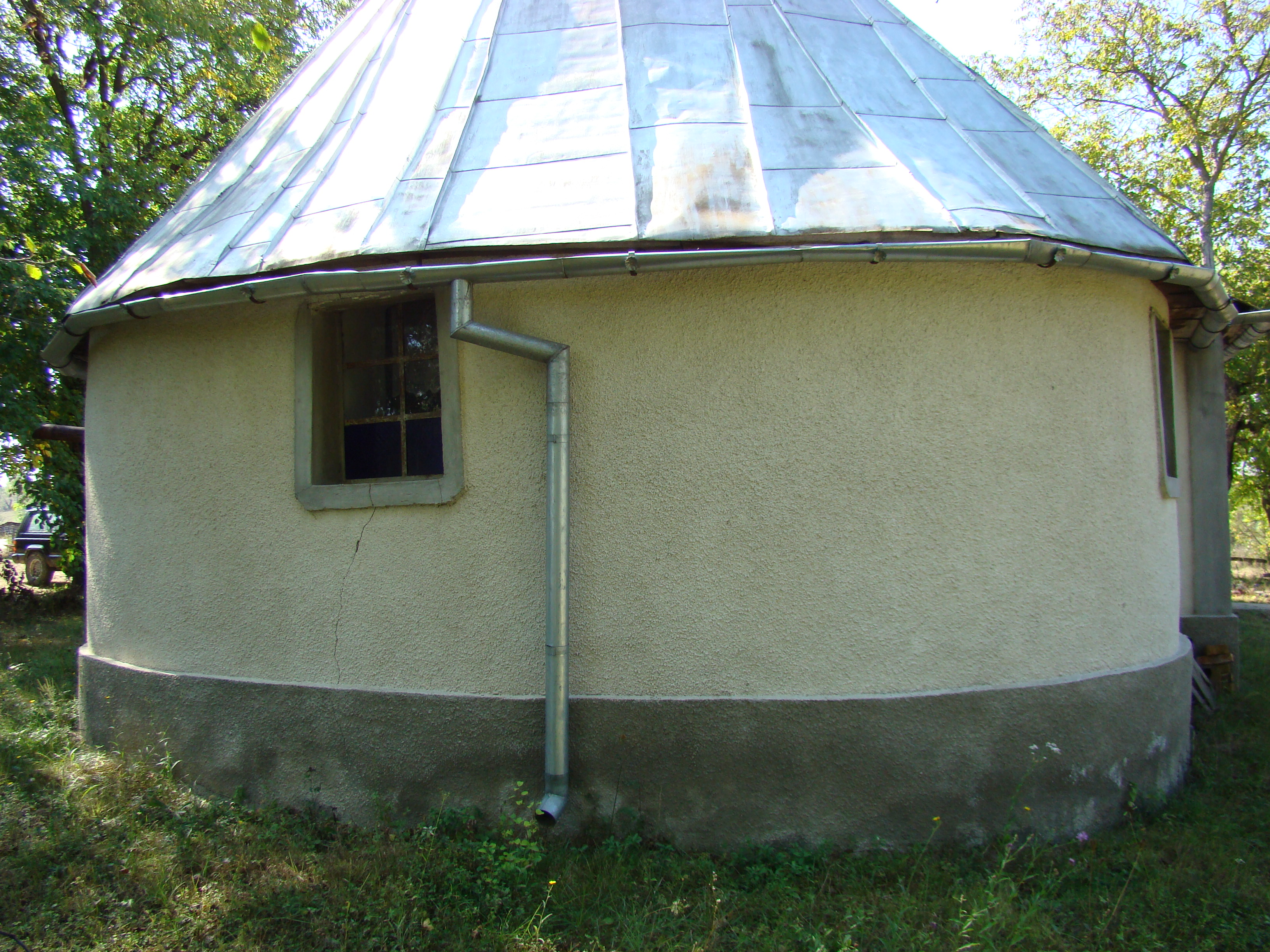
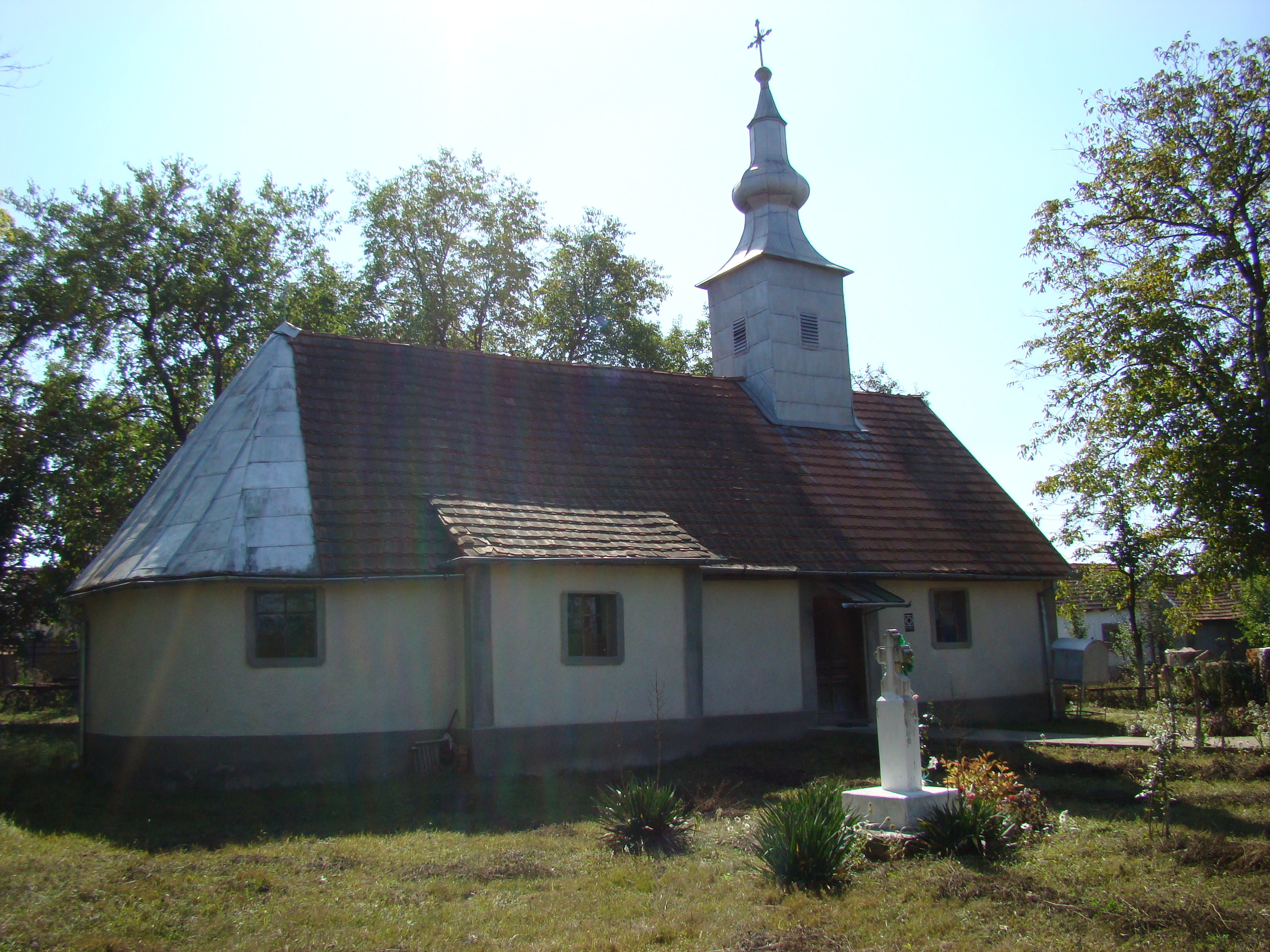

## Imagini din interior

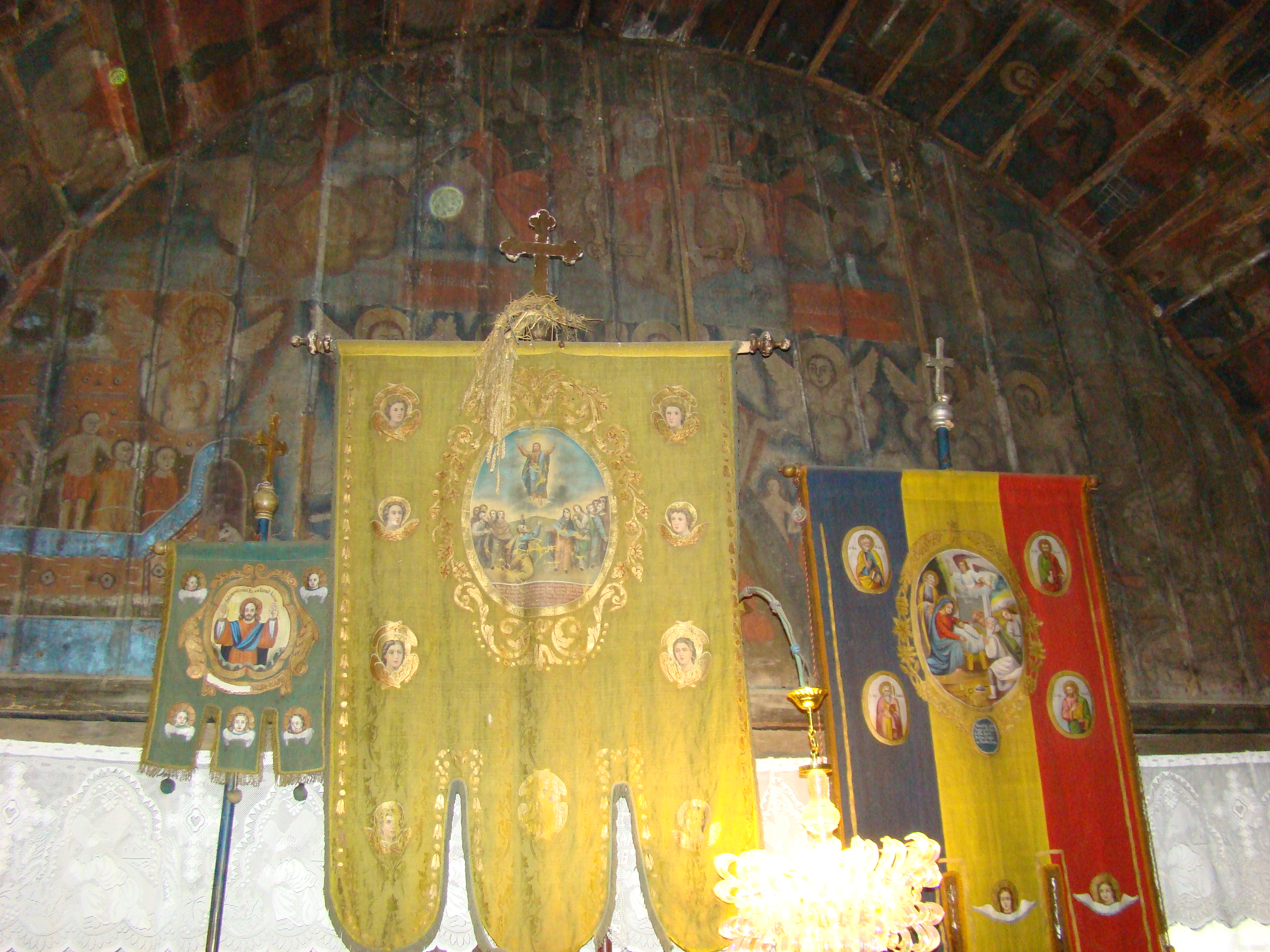
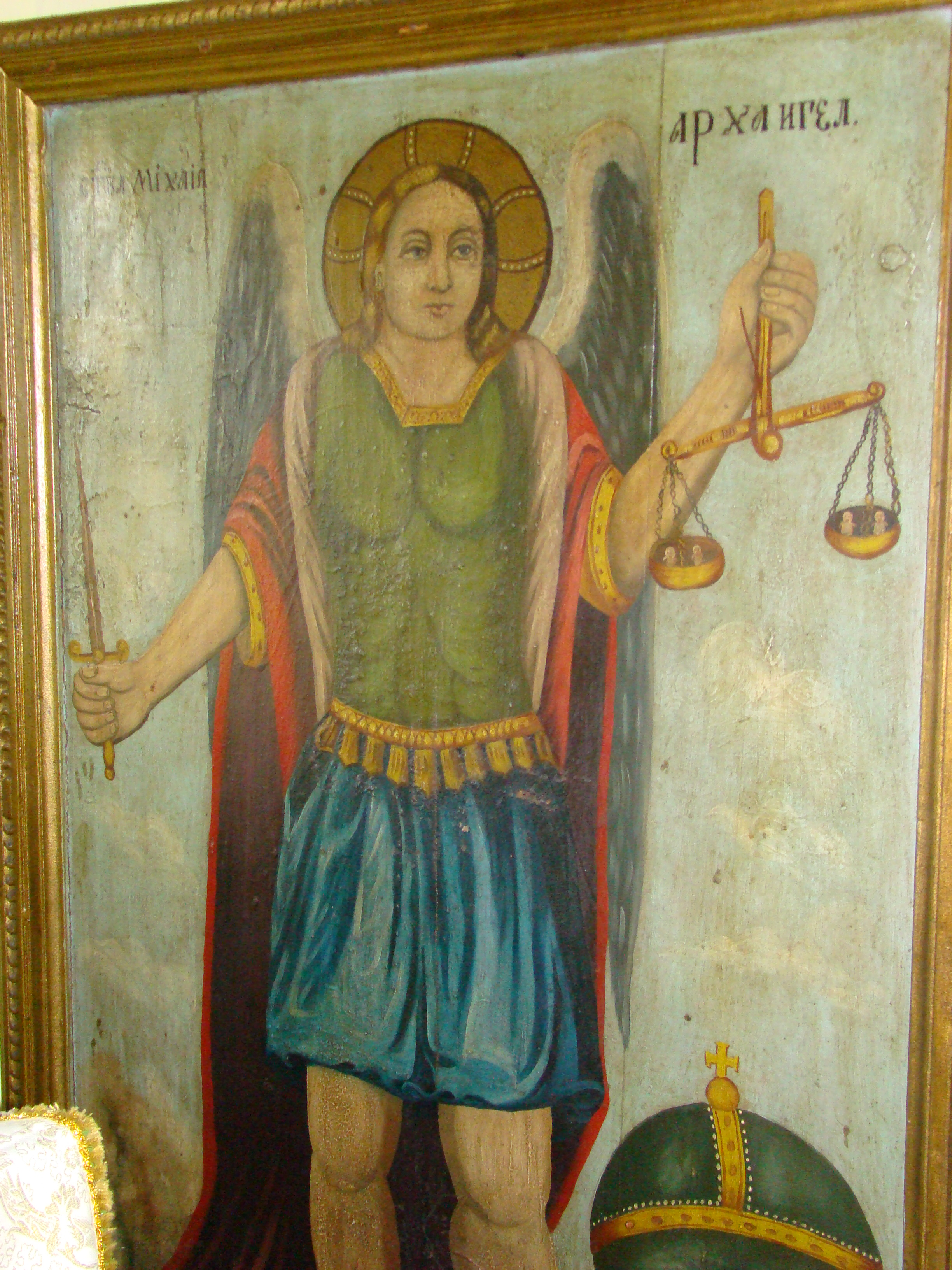
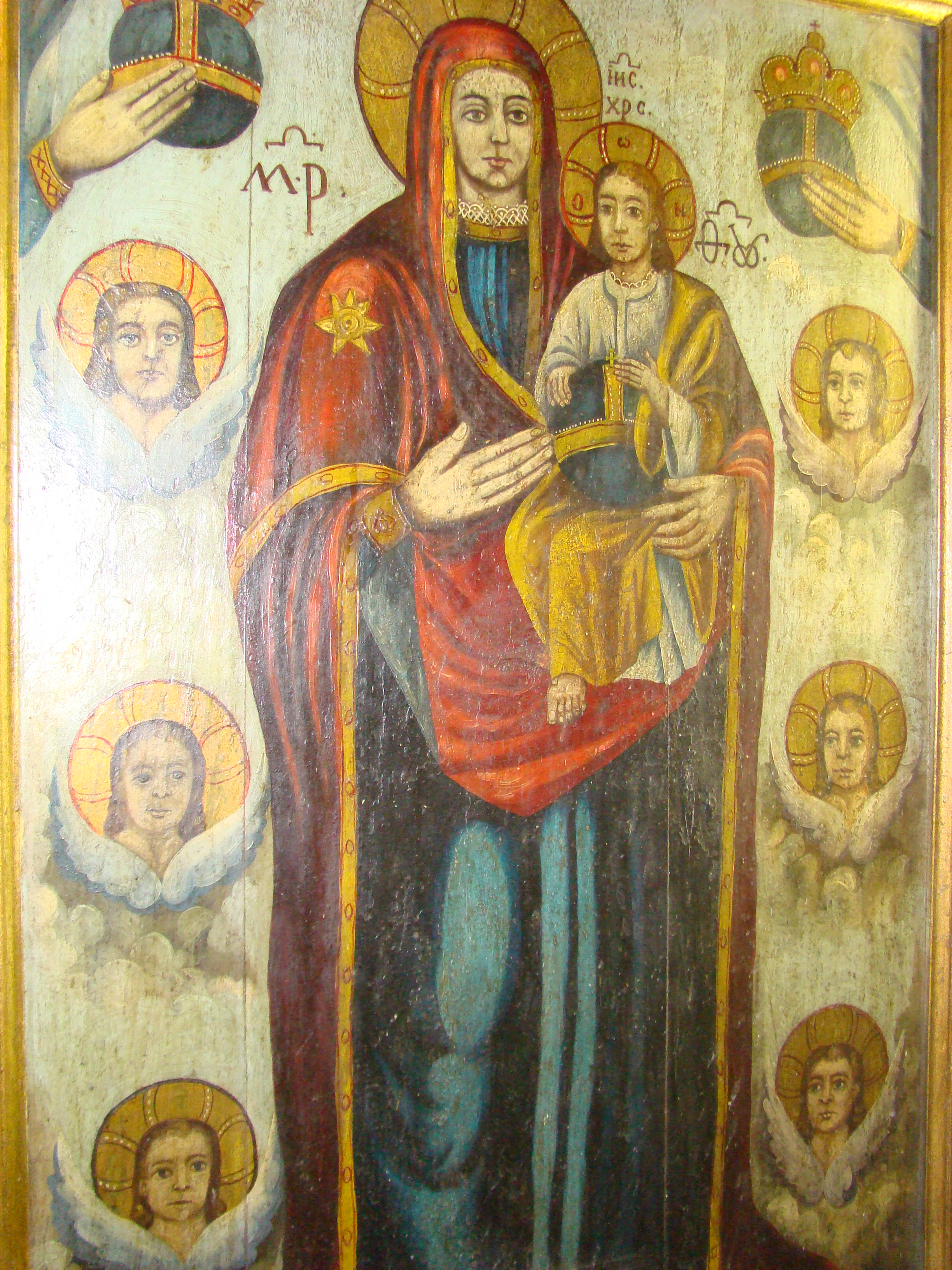
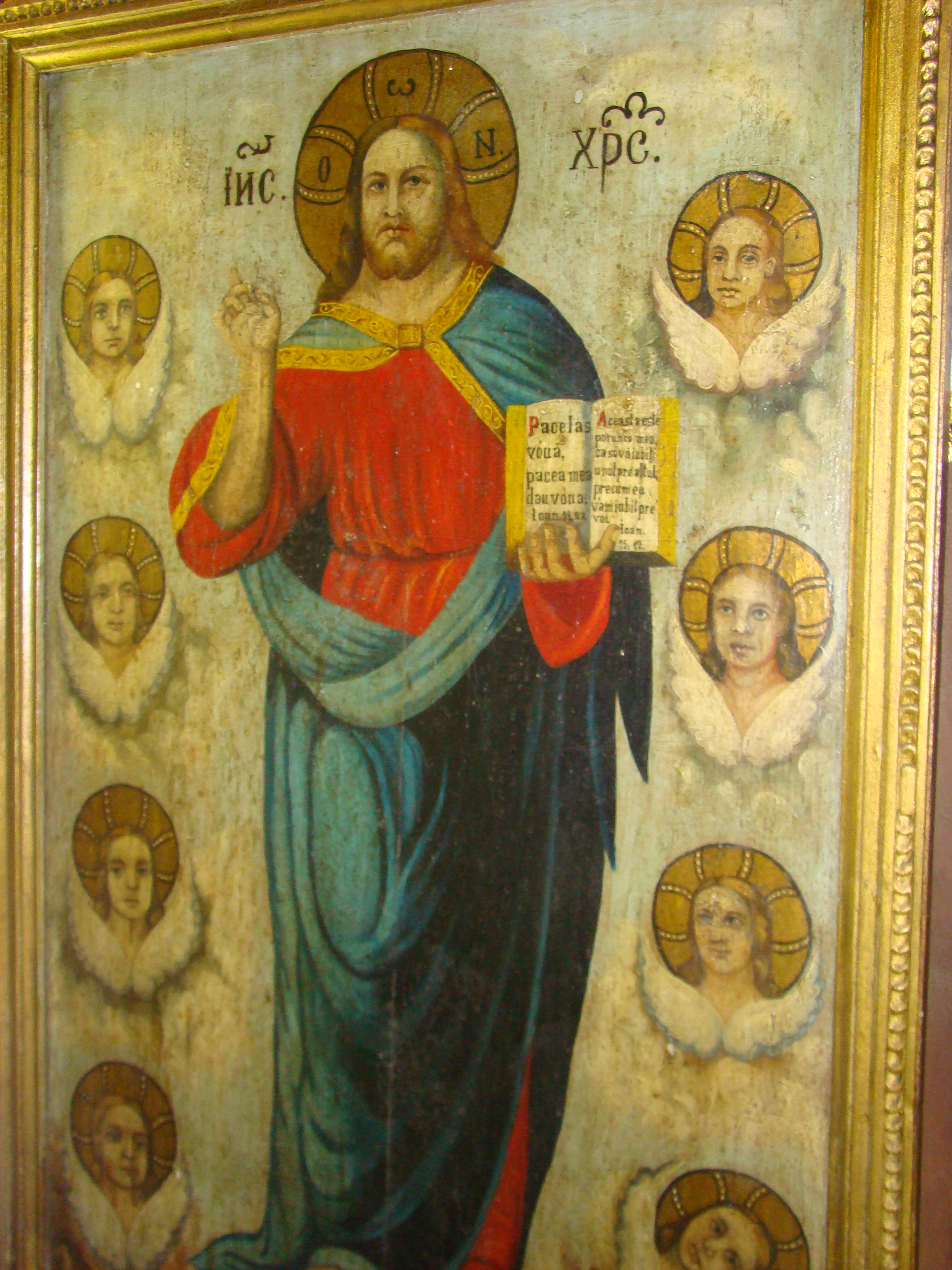
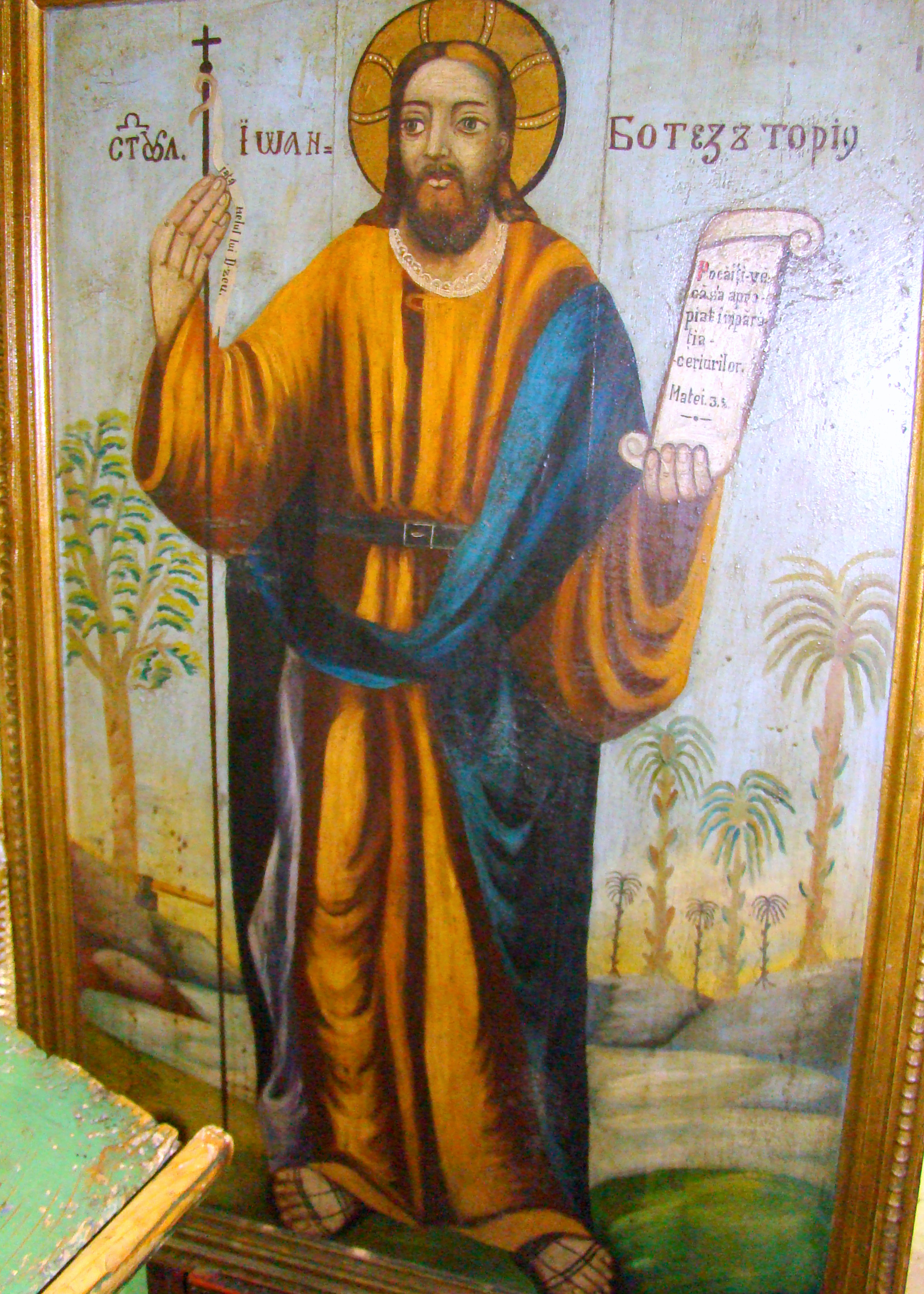
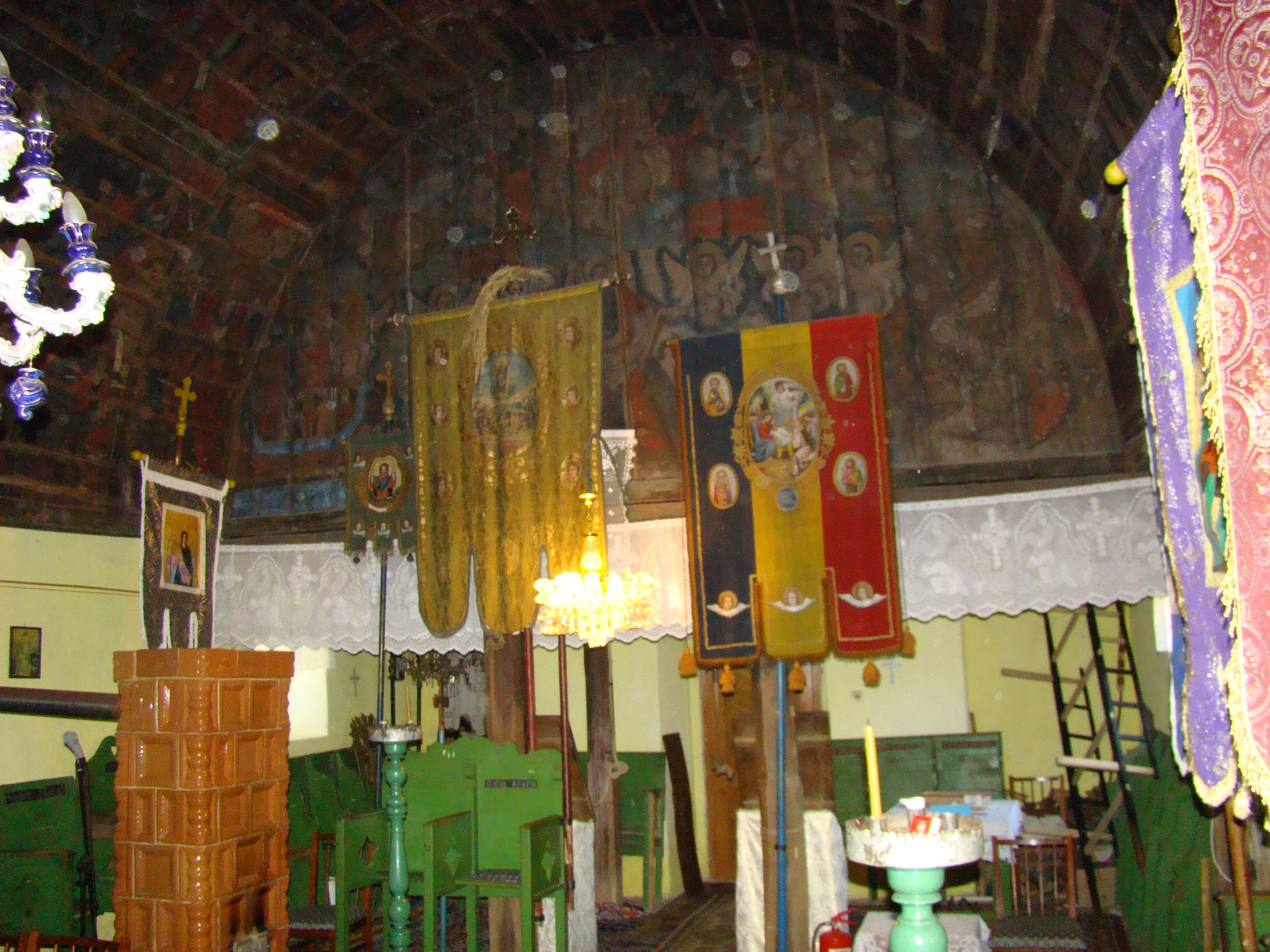
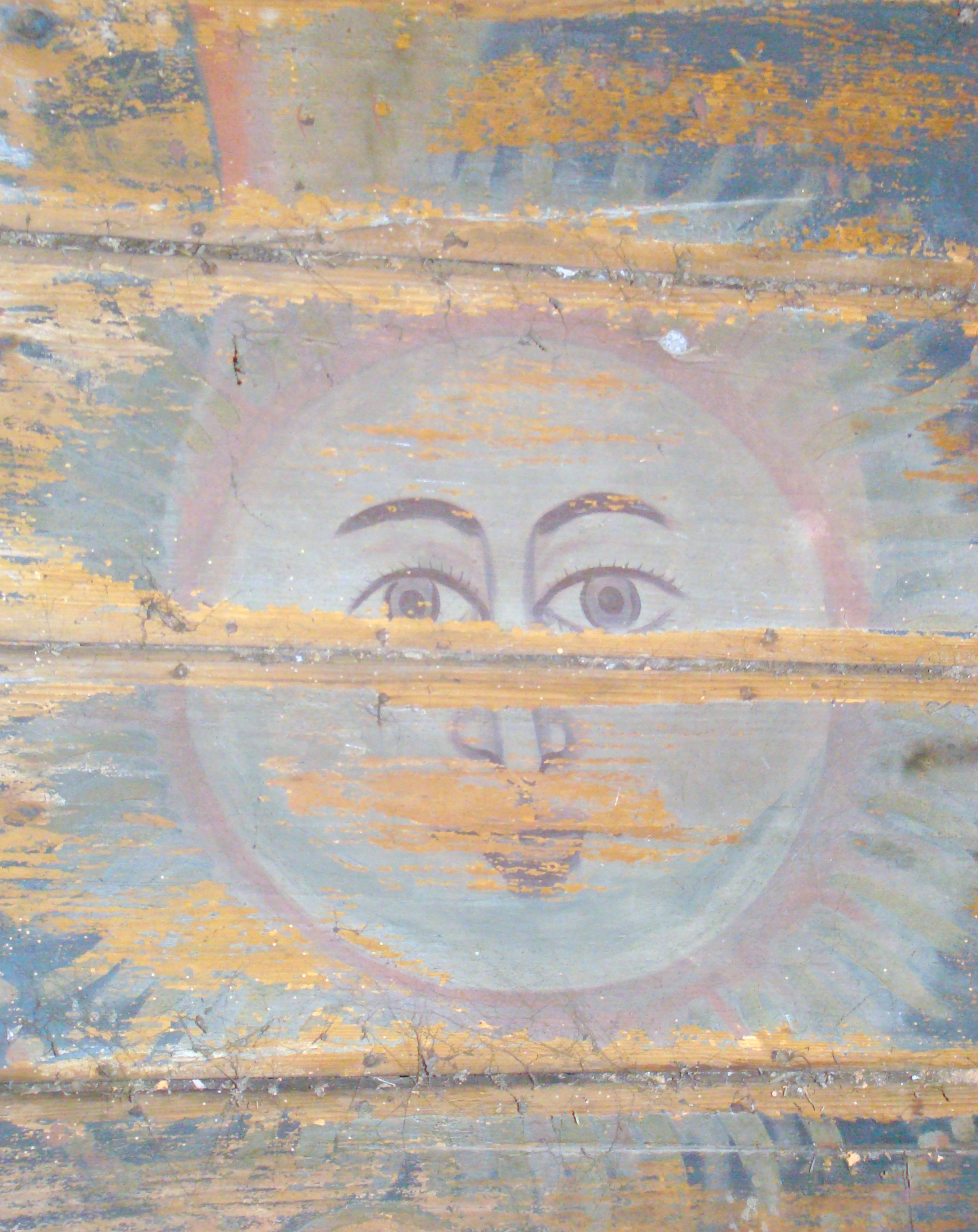
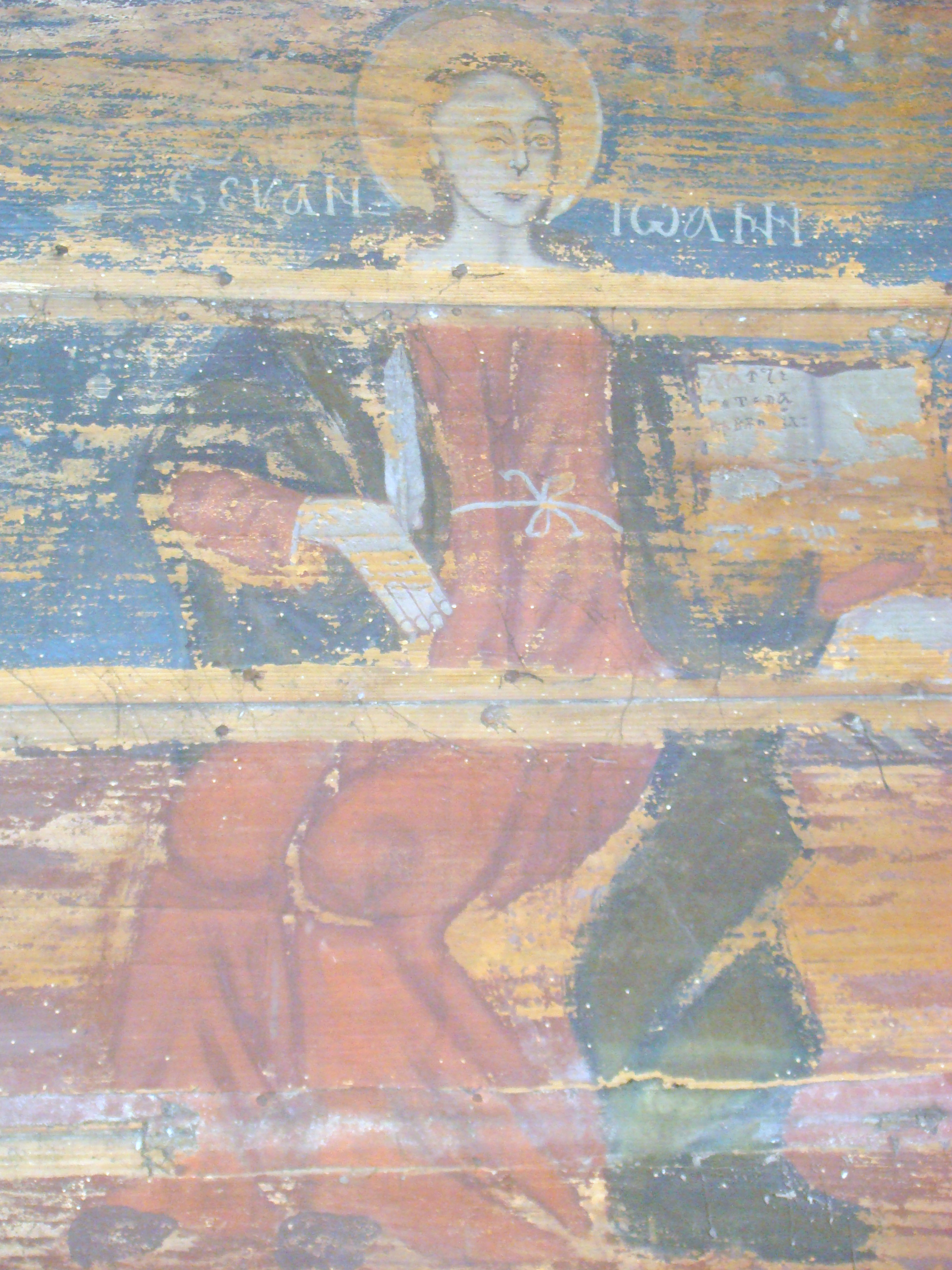
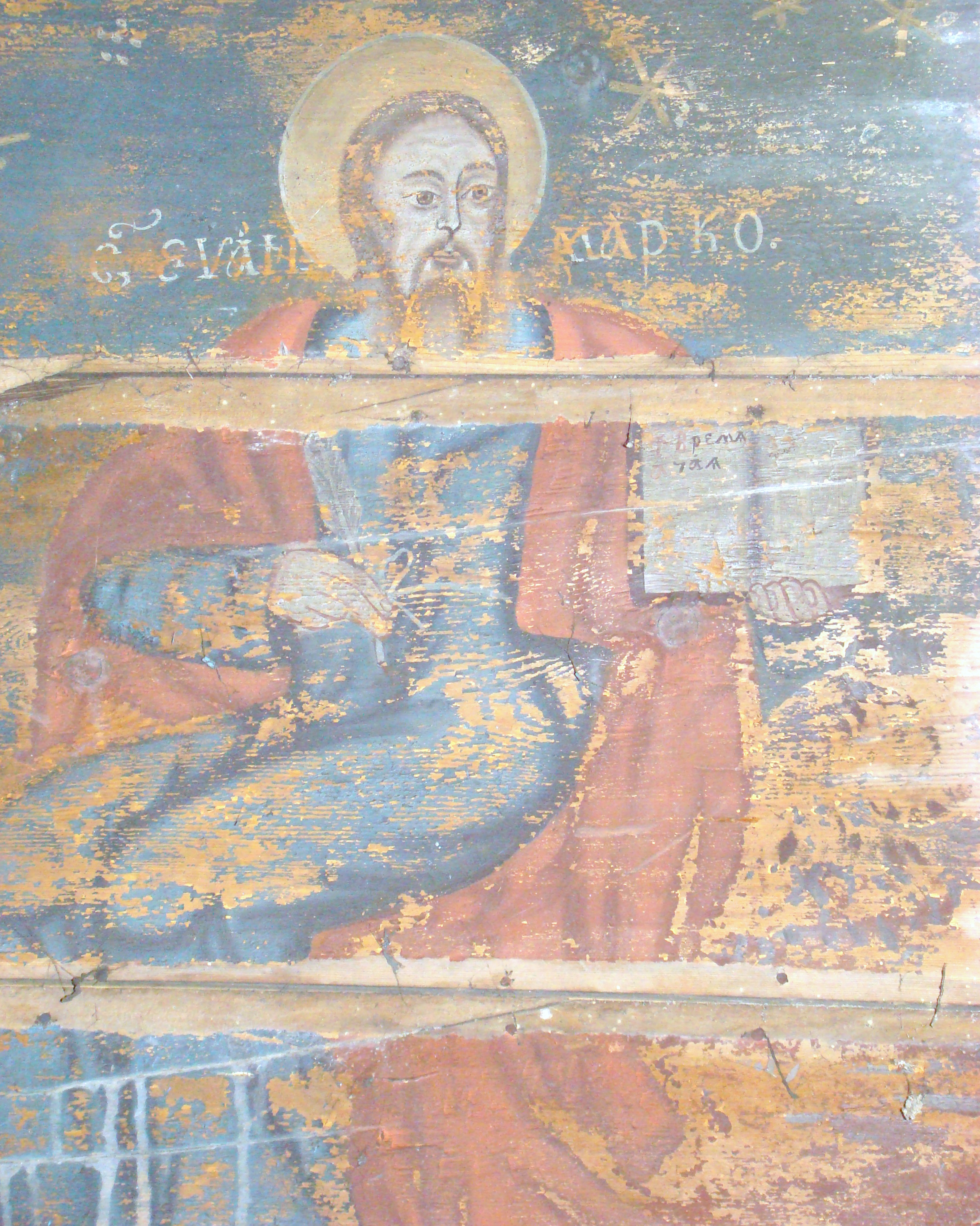
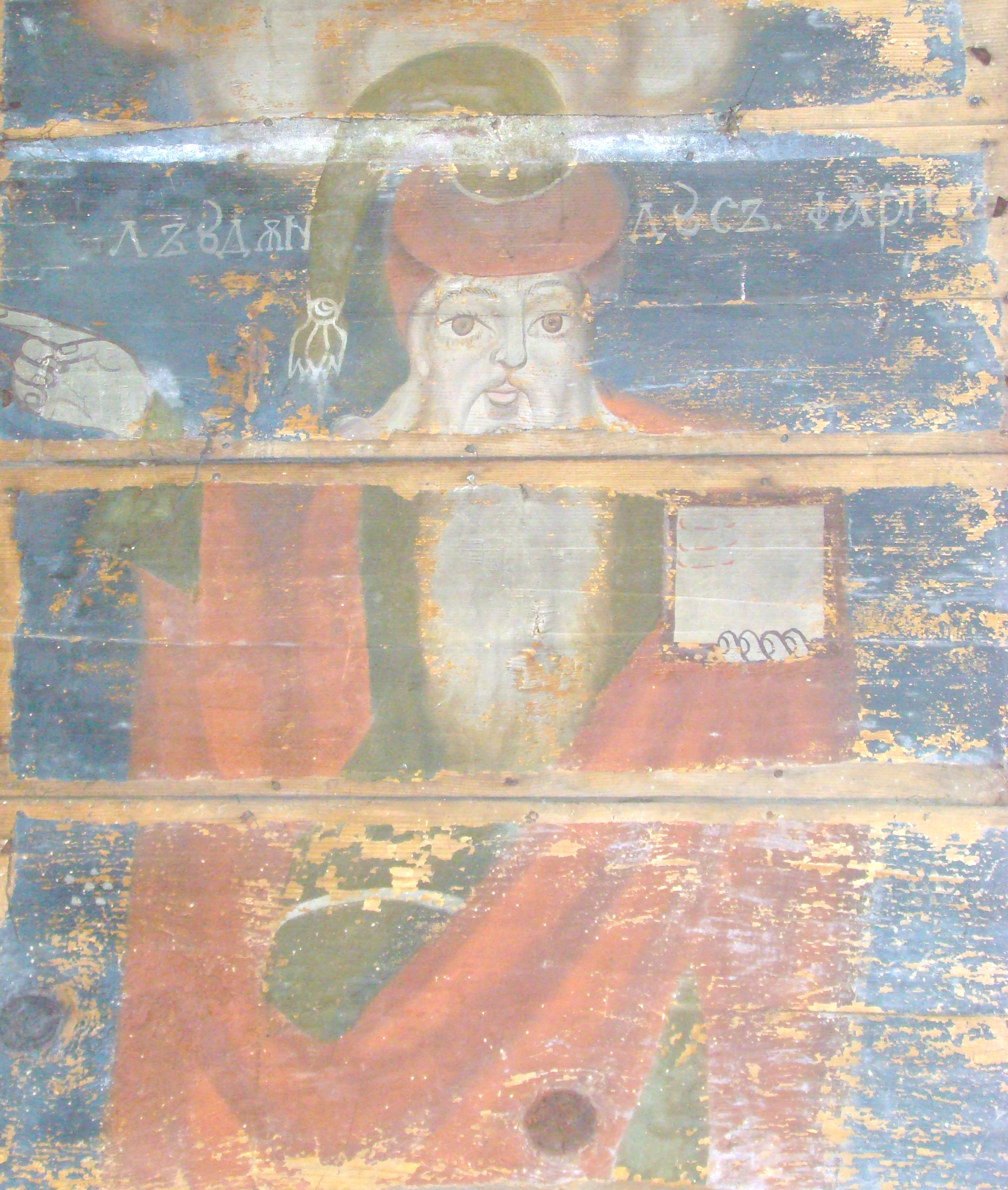
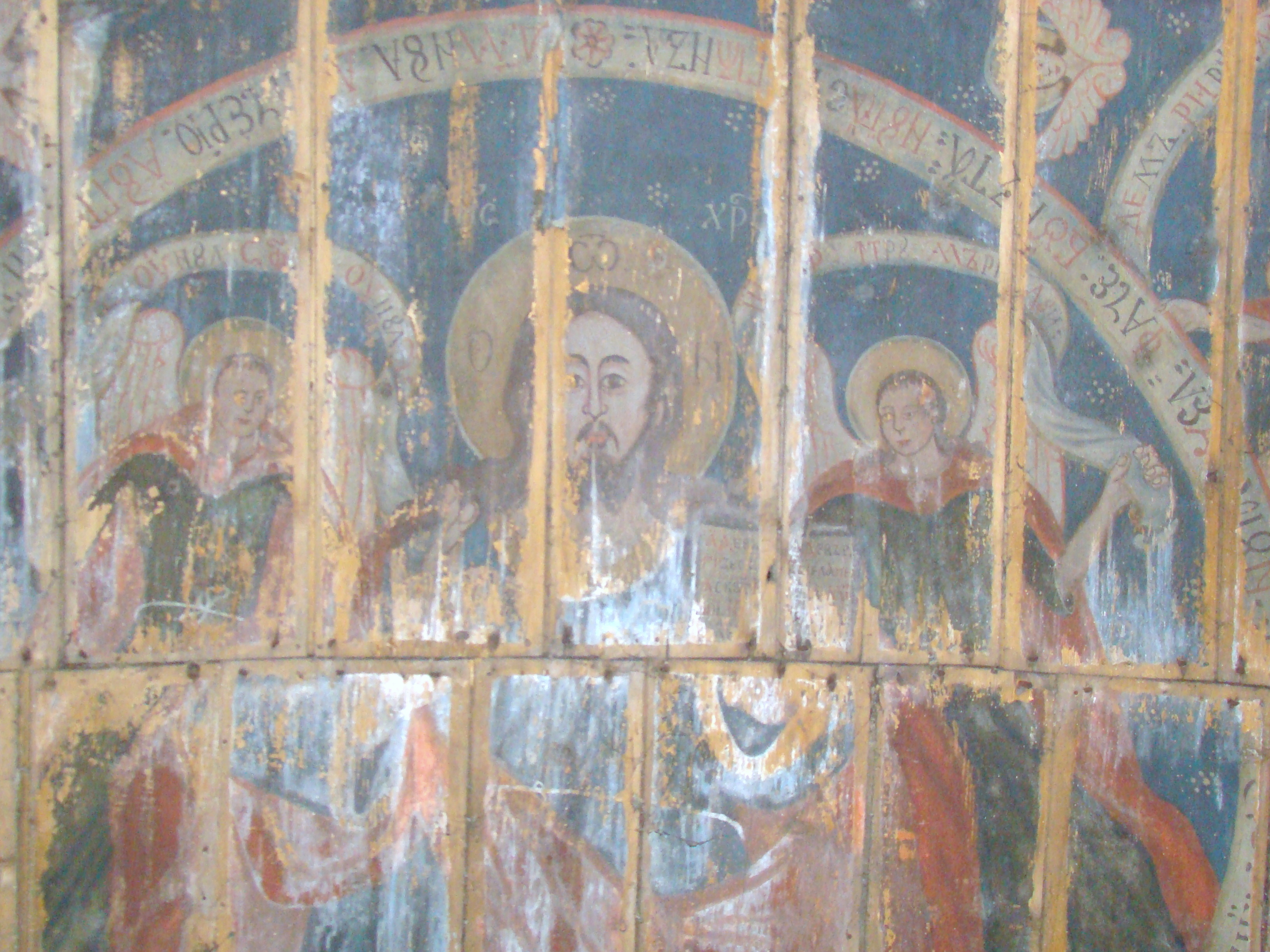
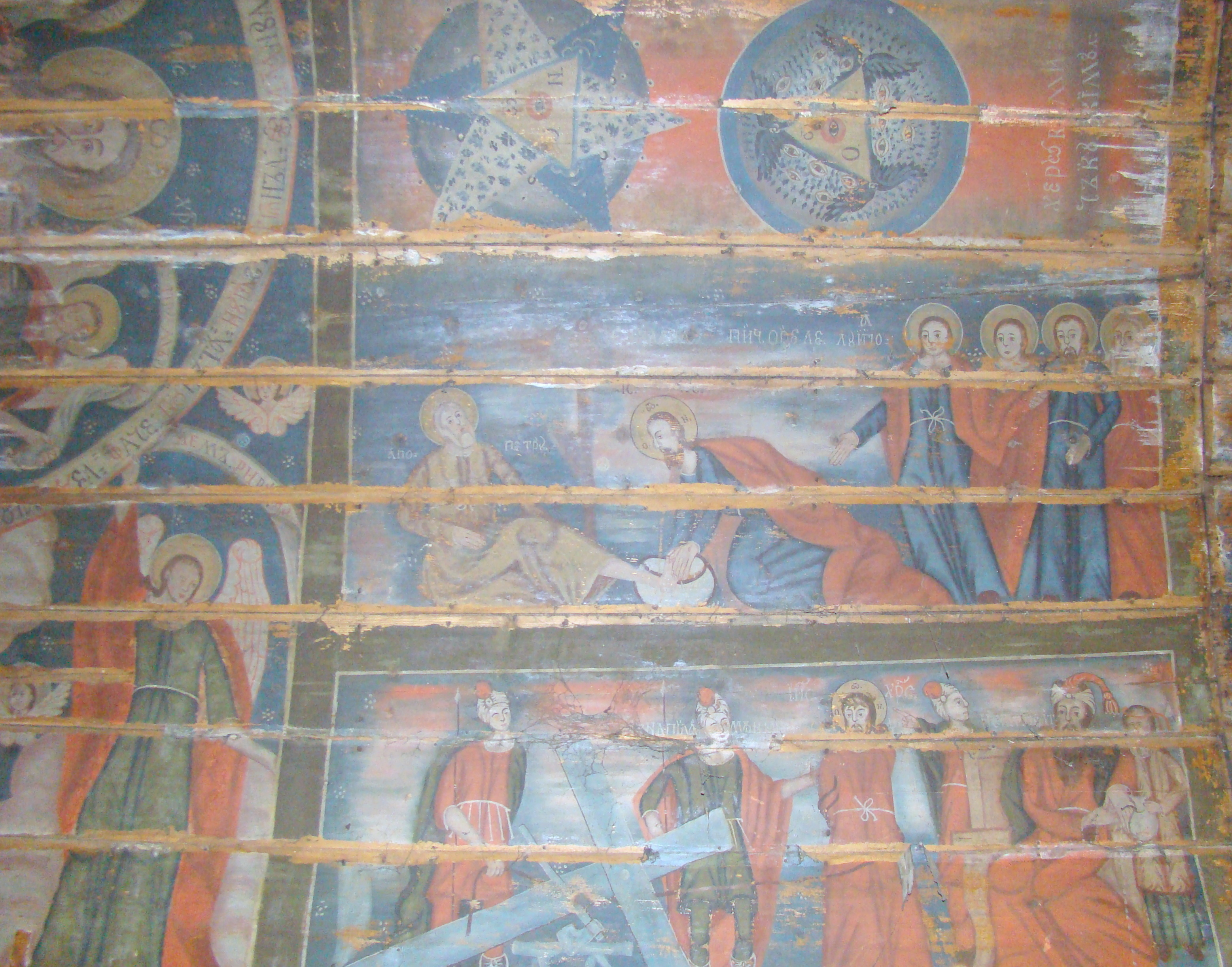
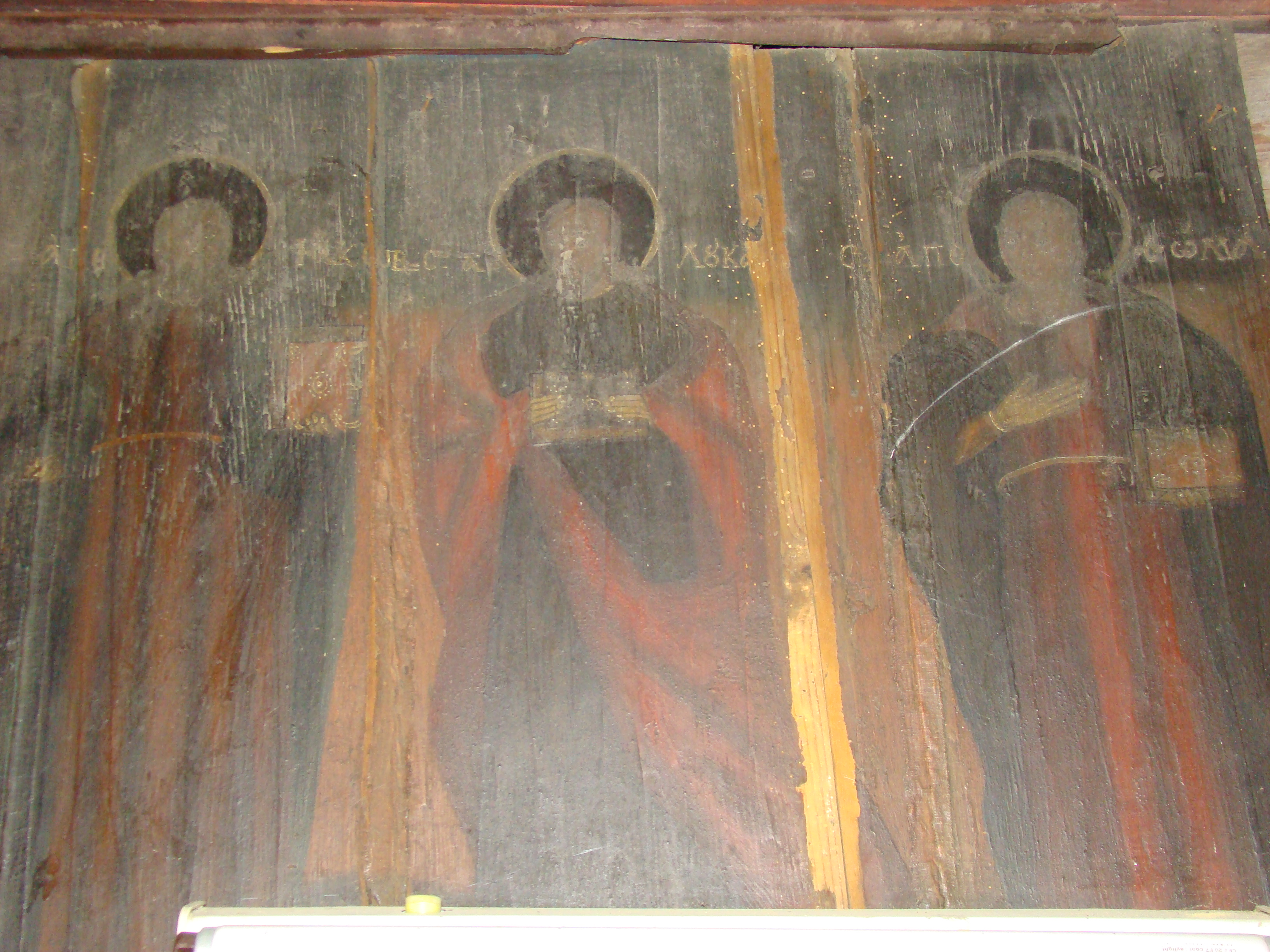
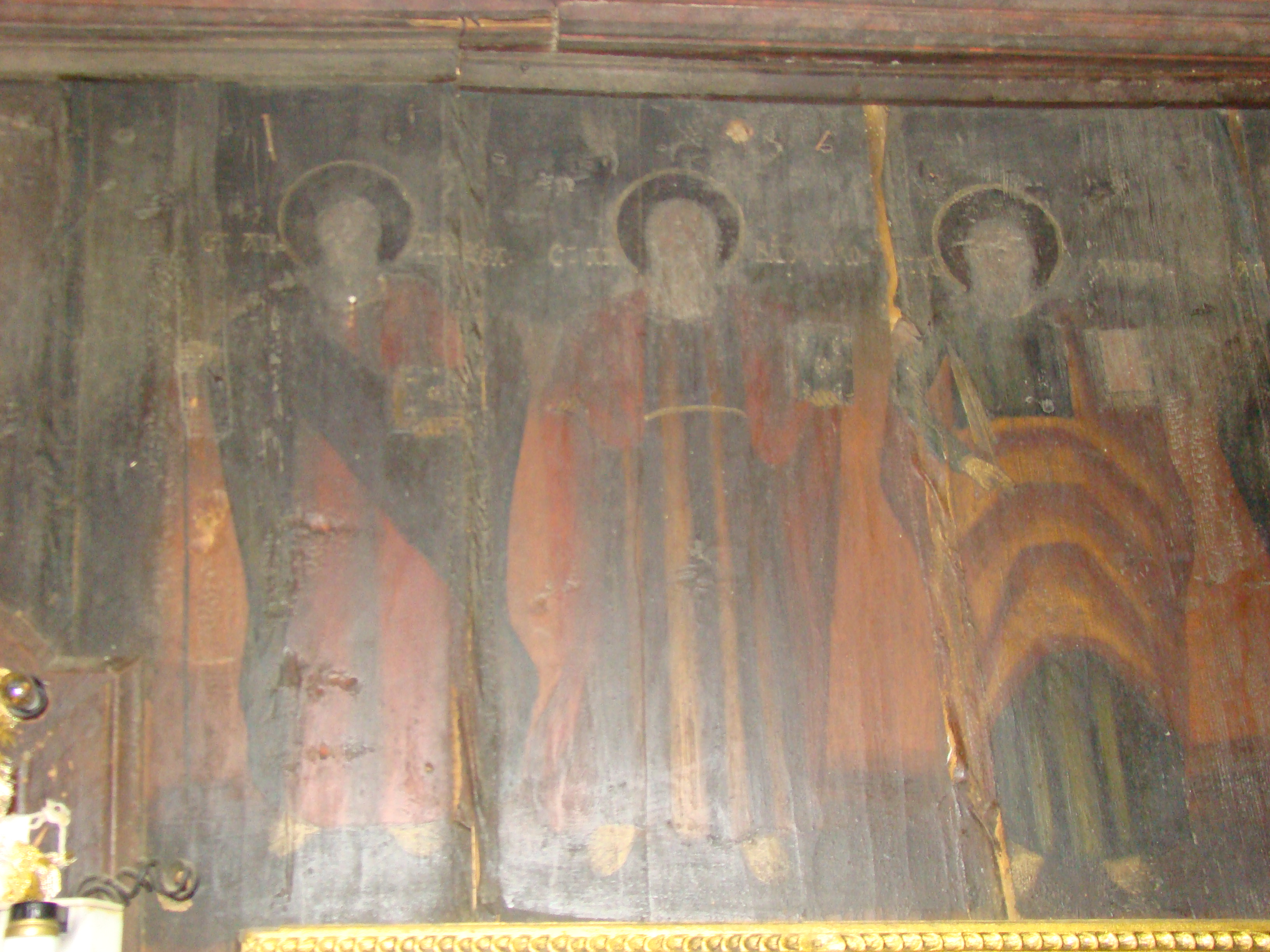
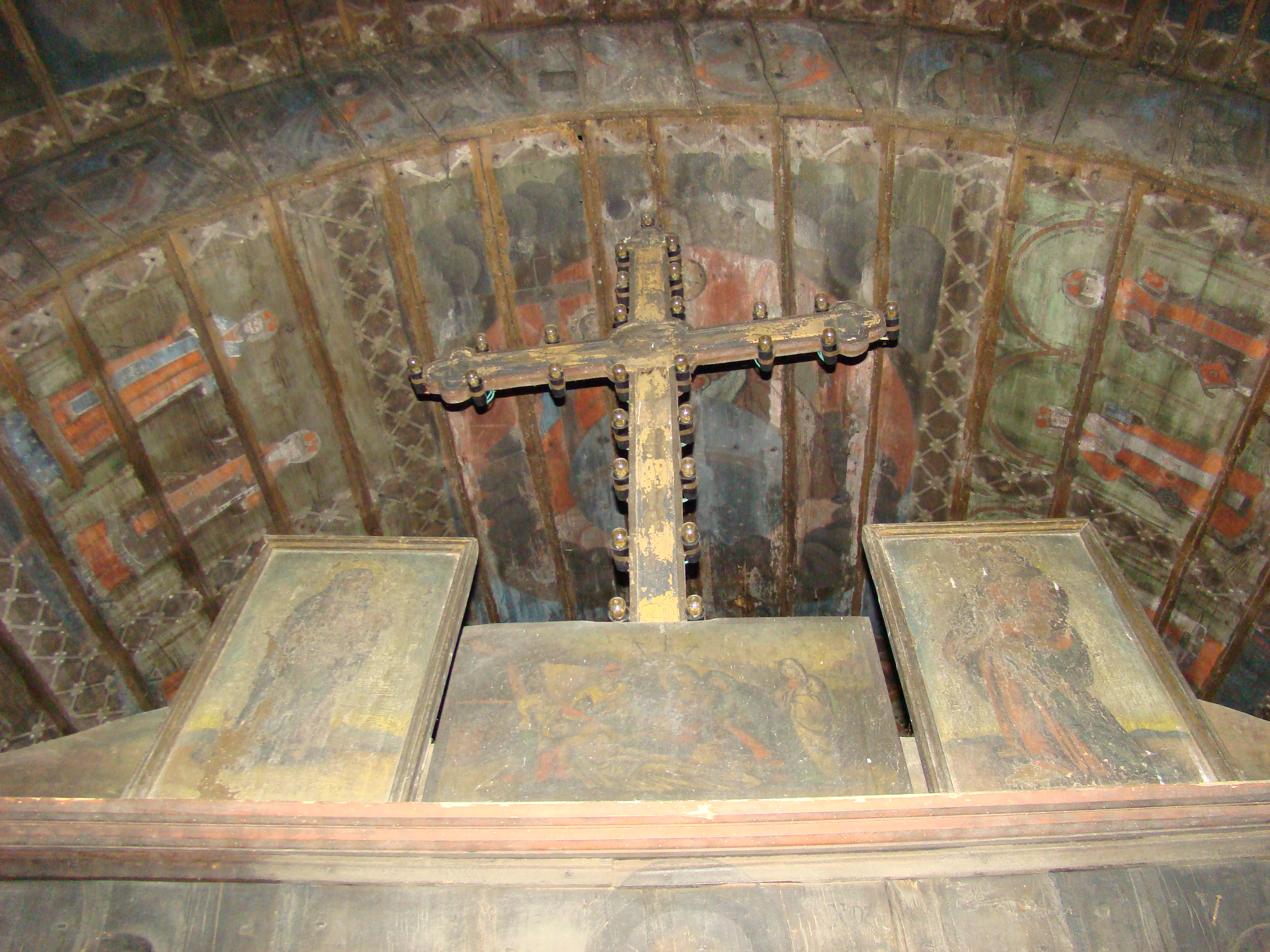
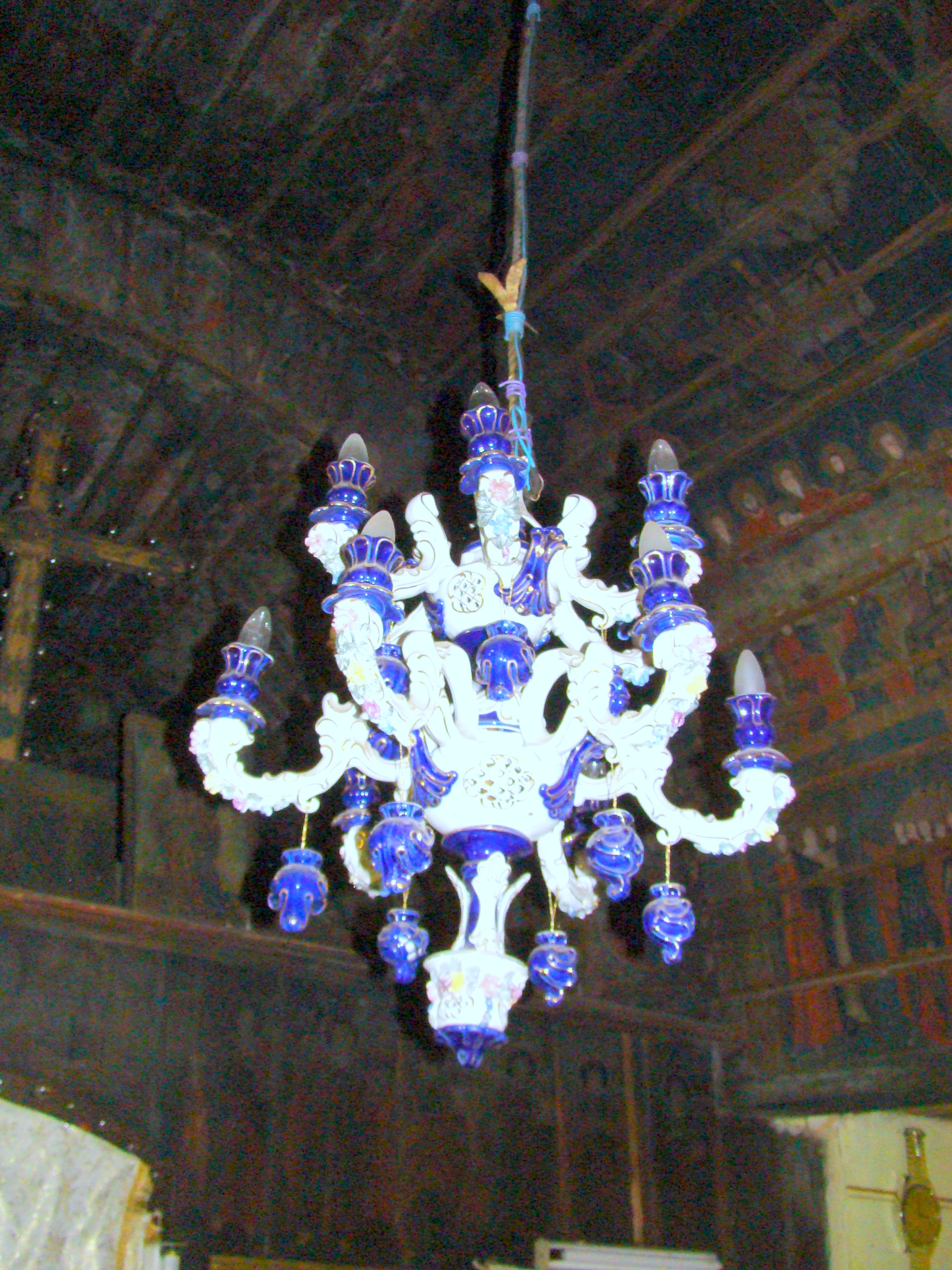
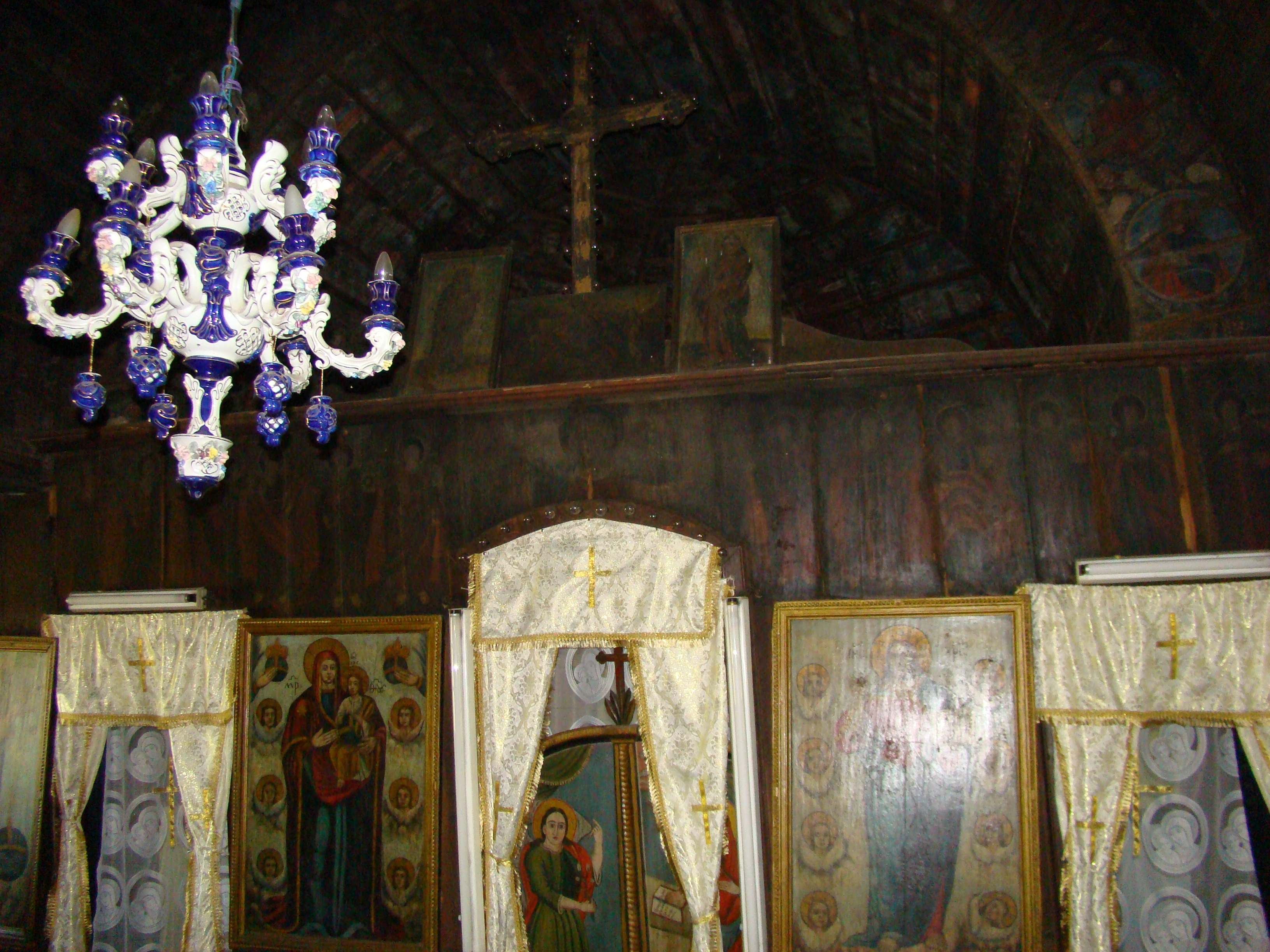
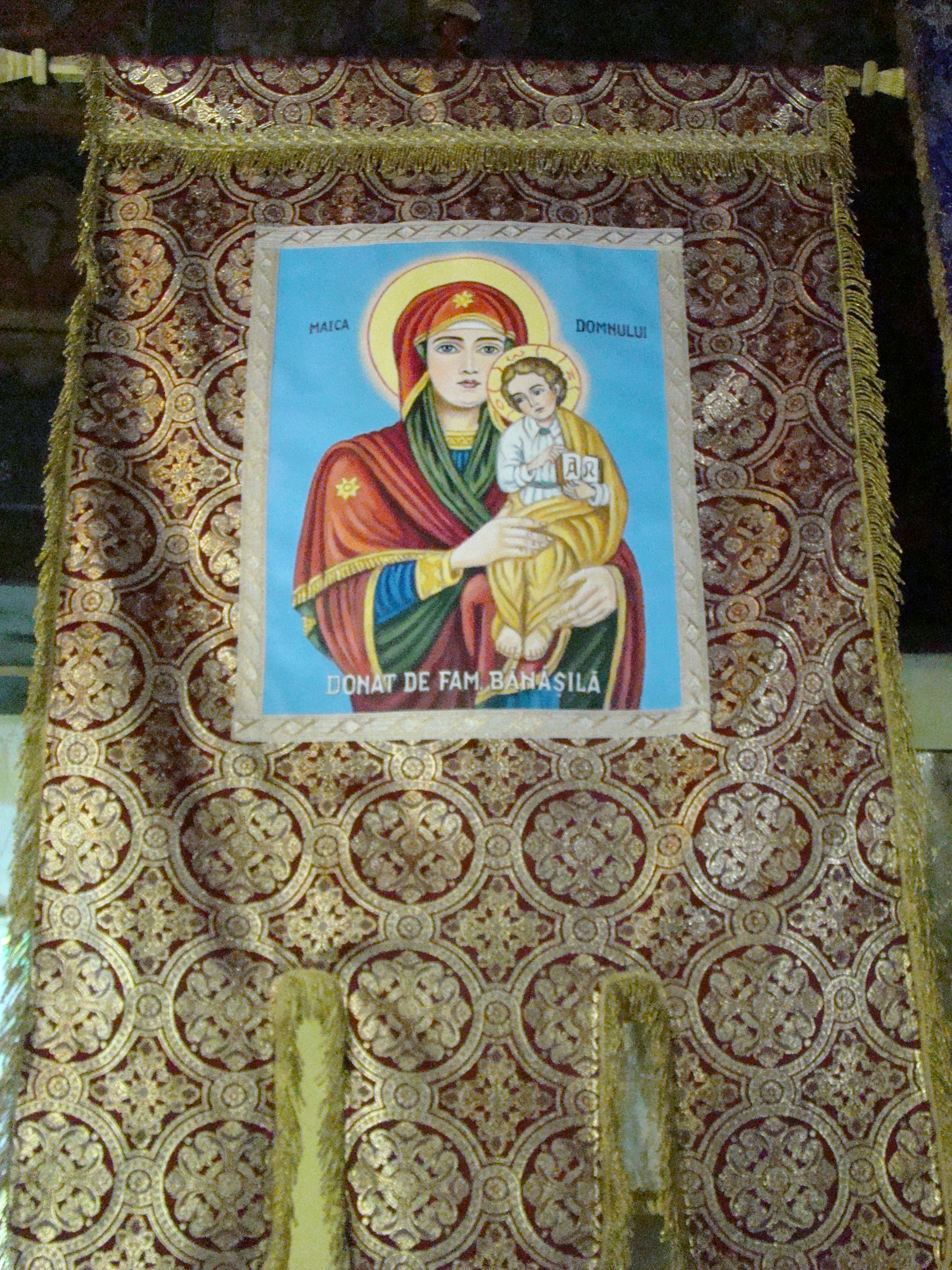
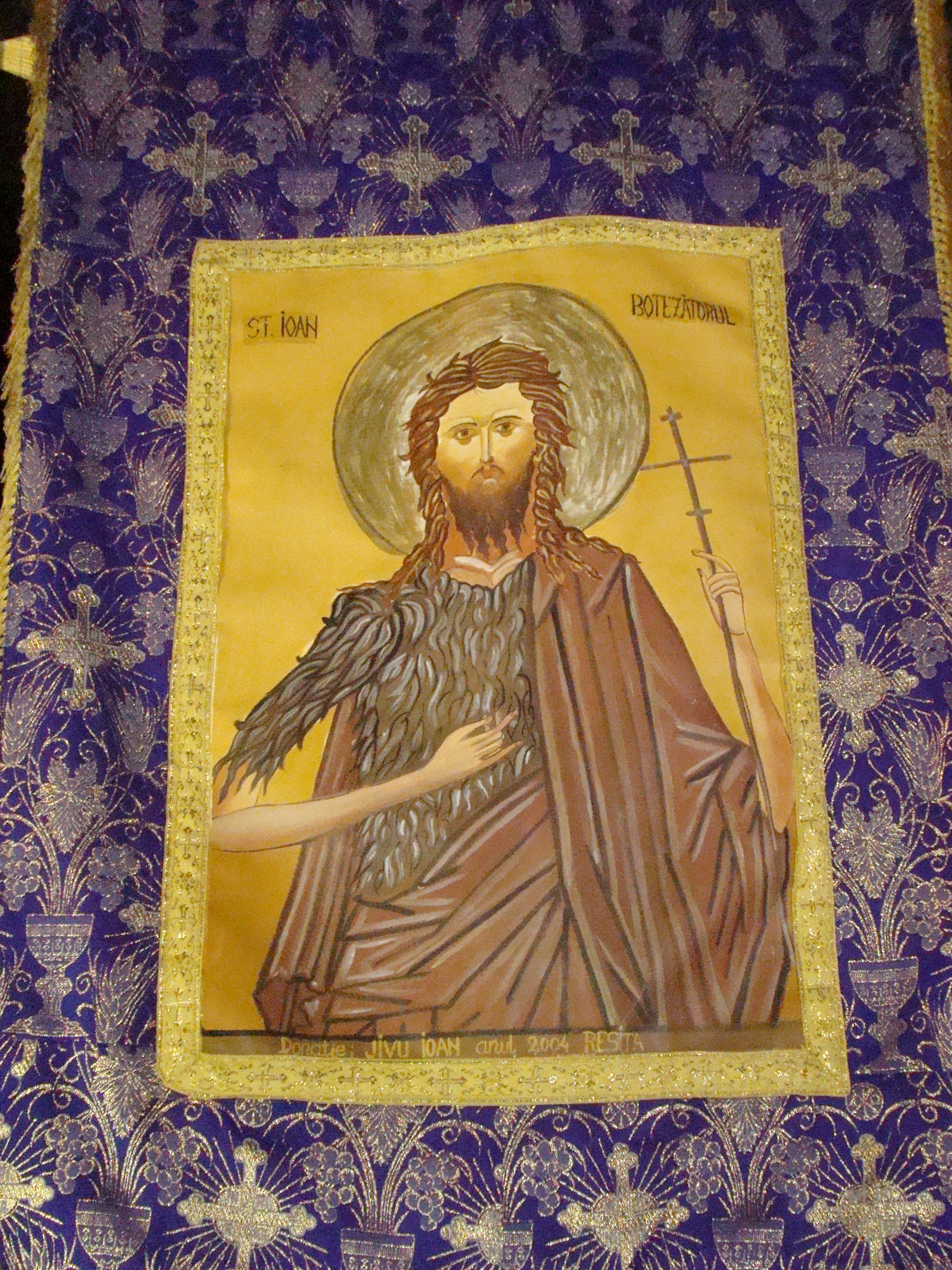
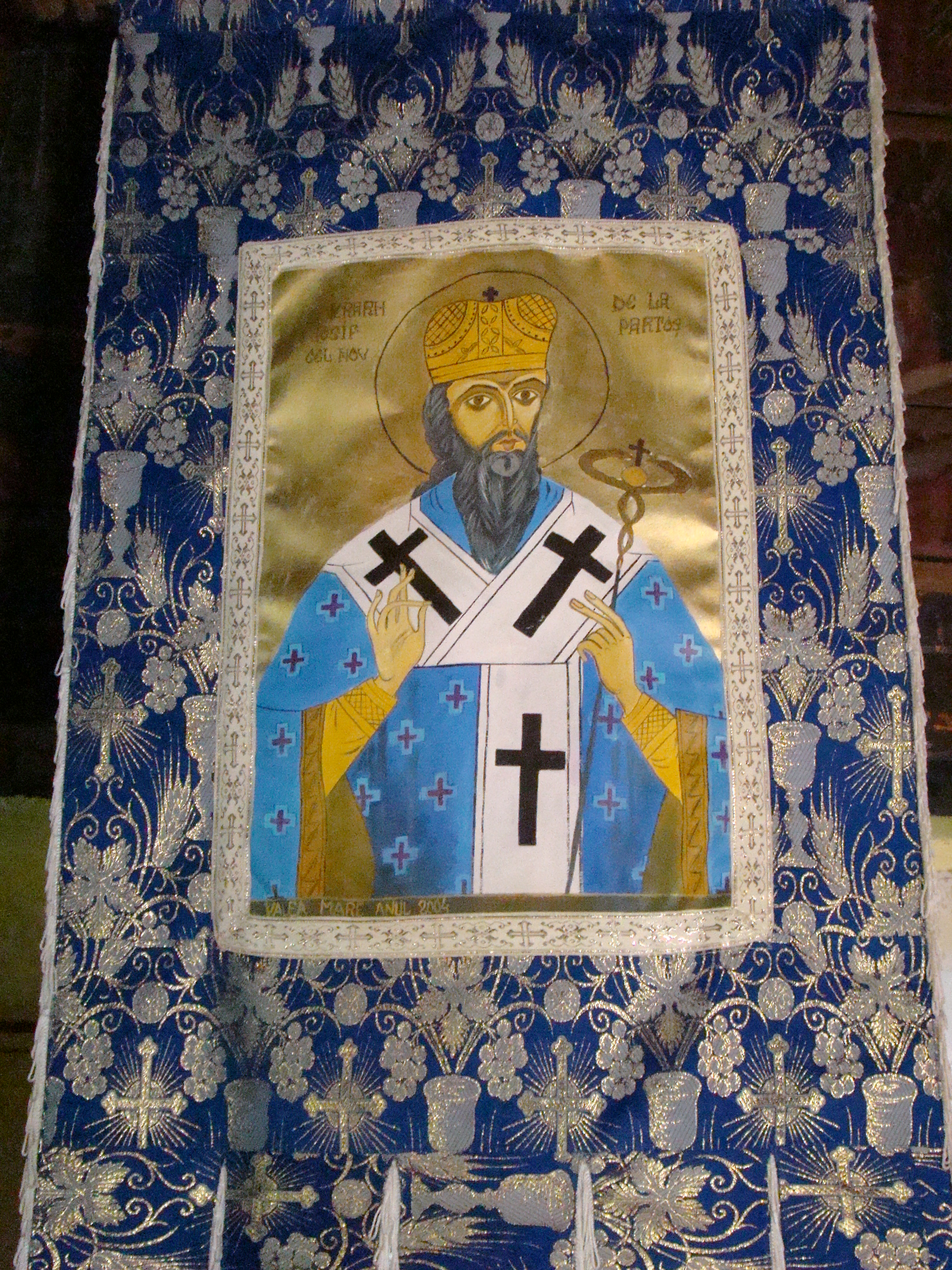
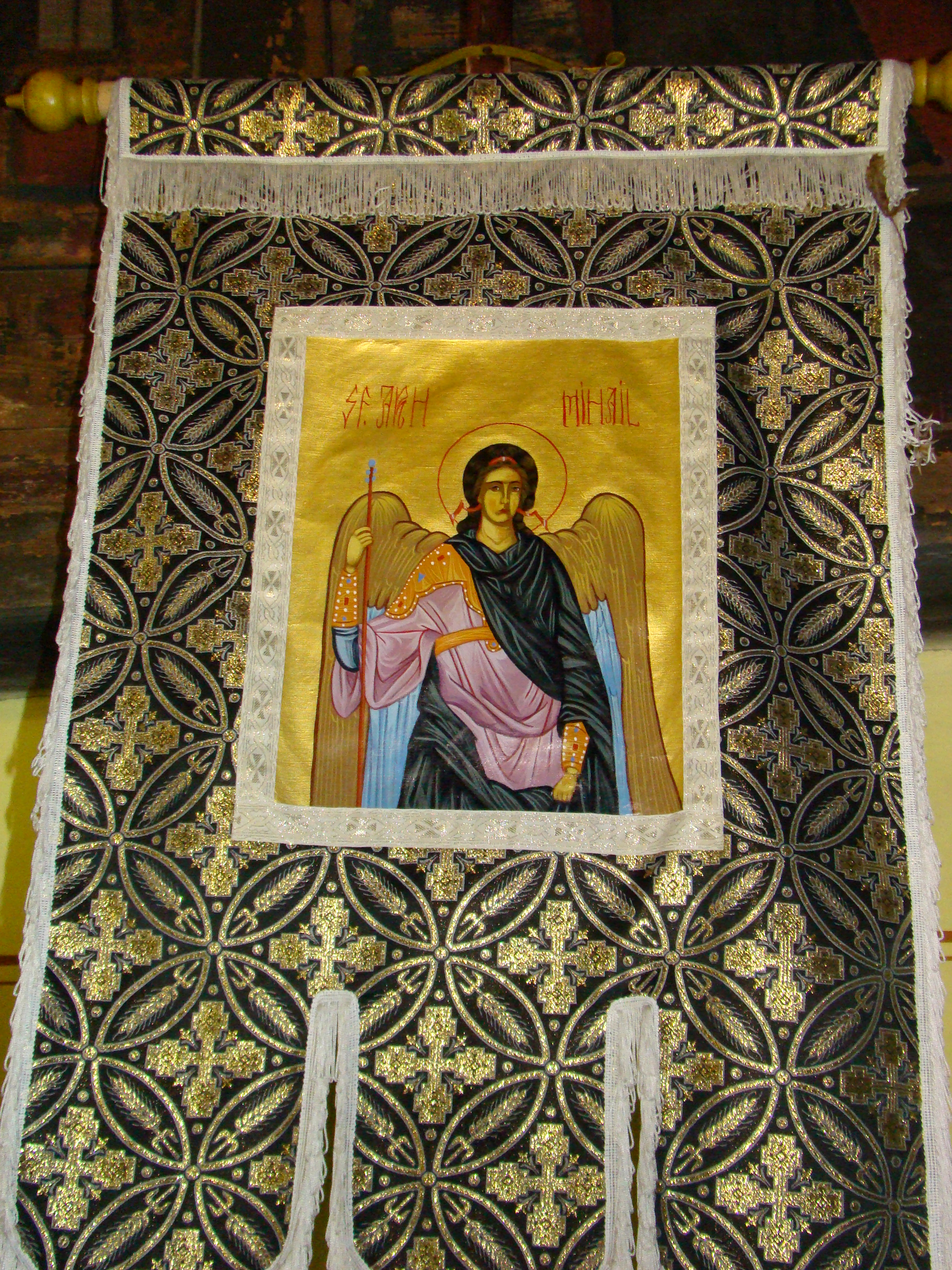
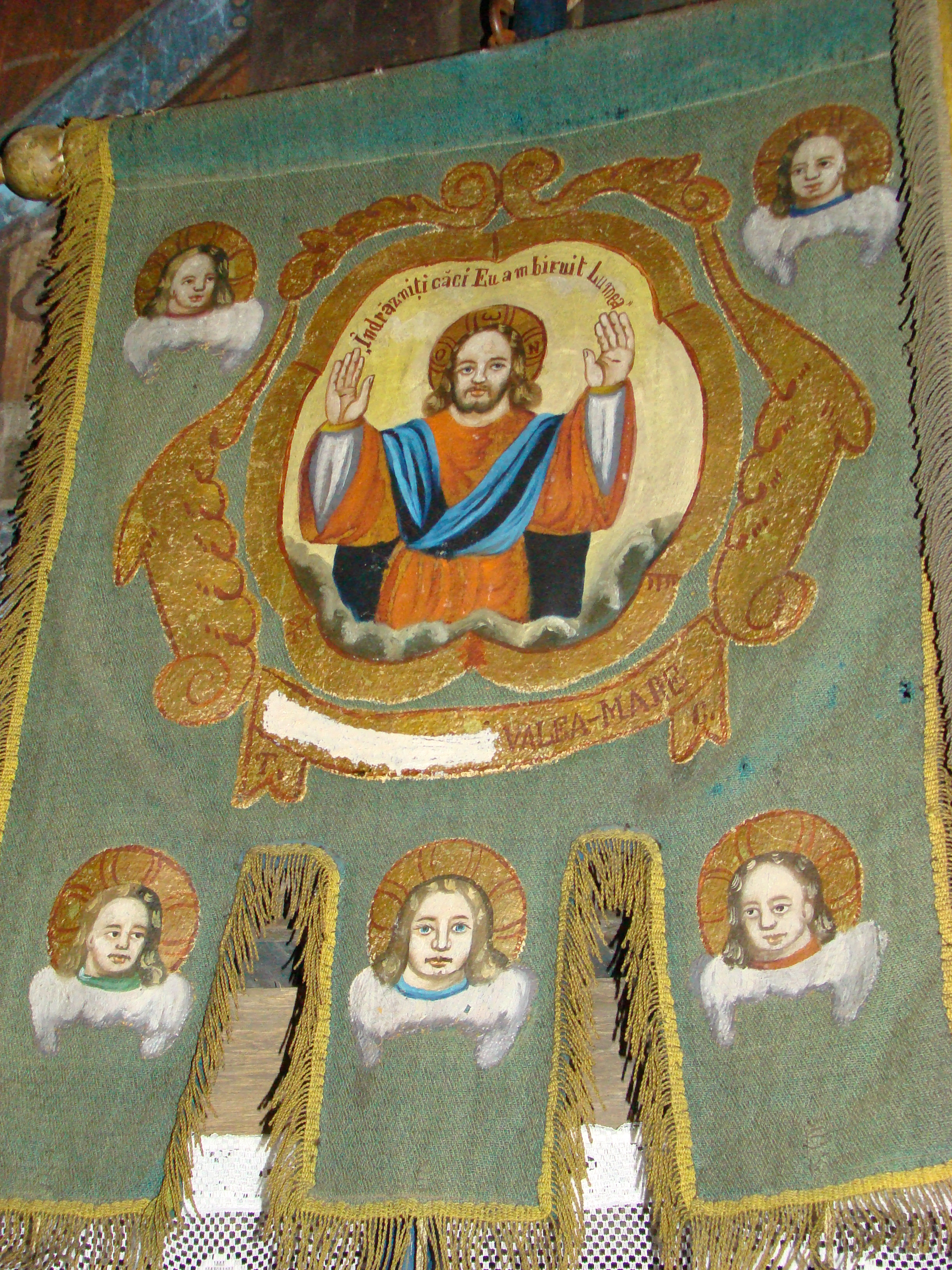
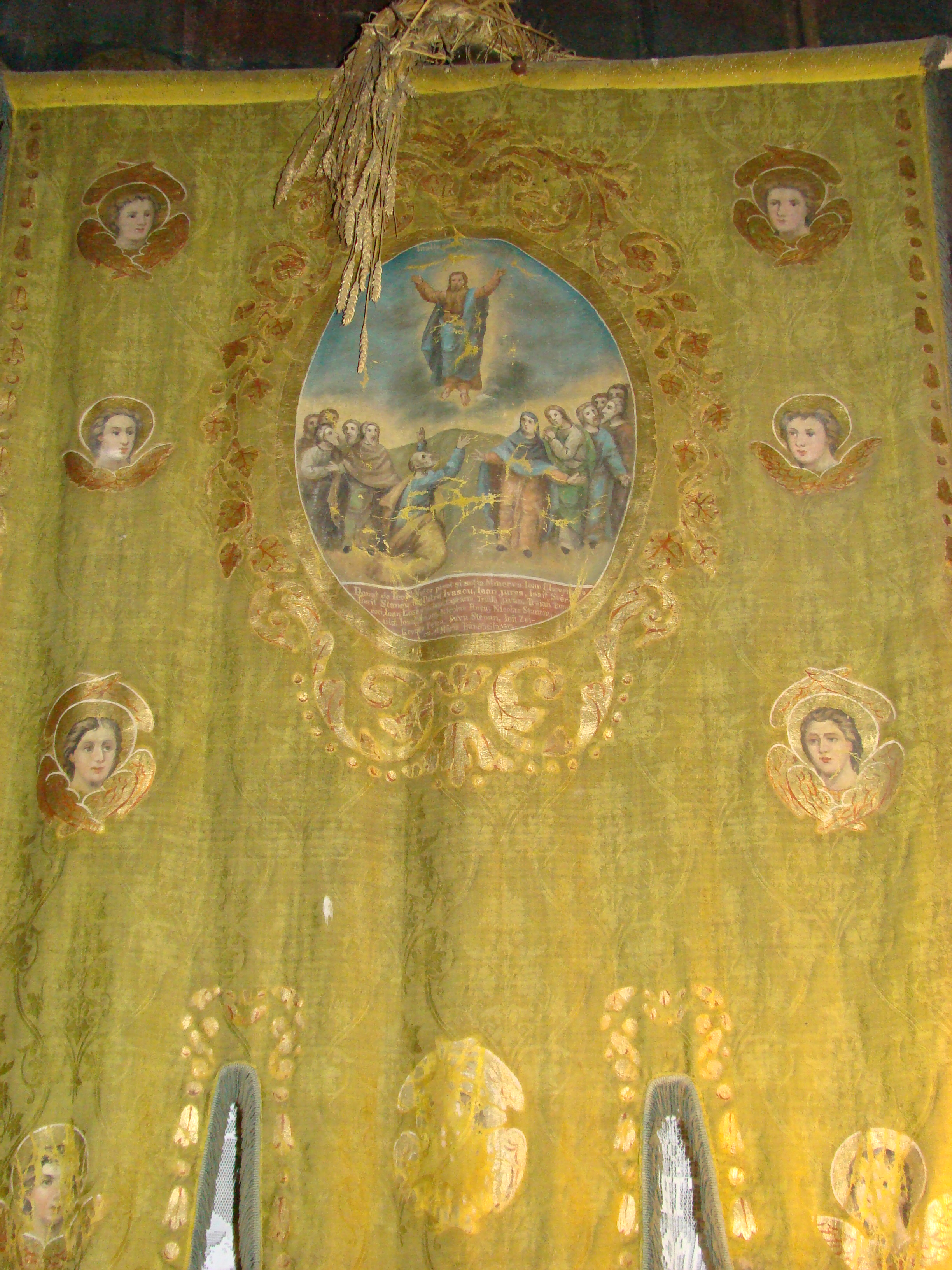
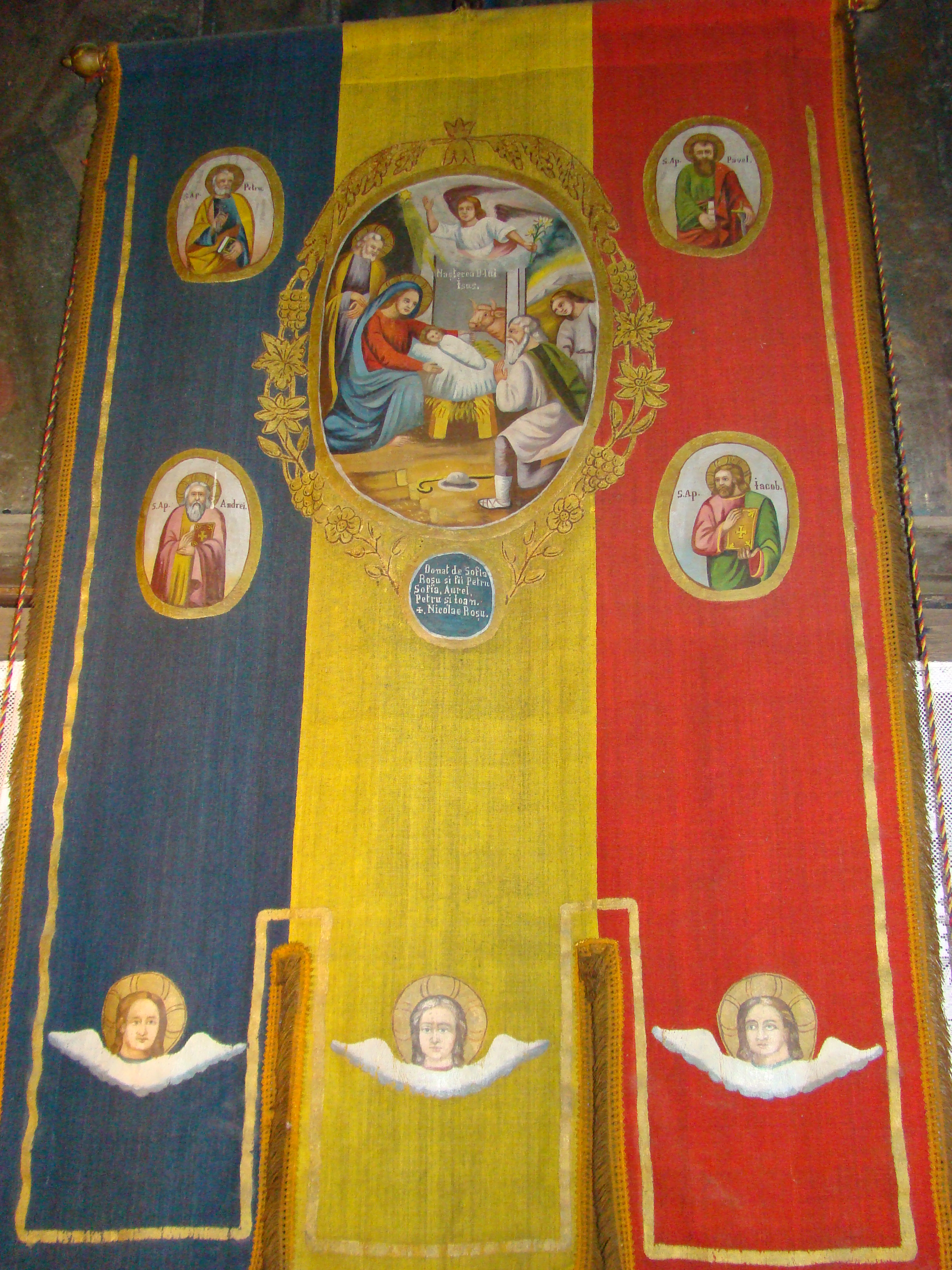
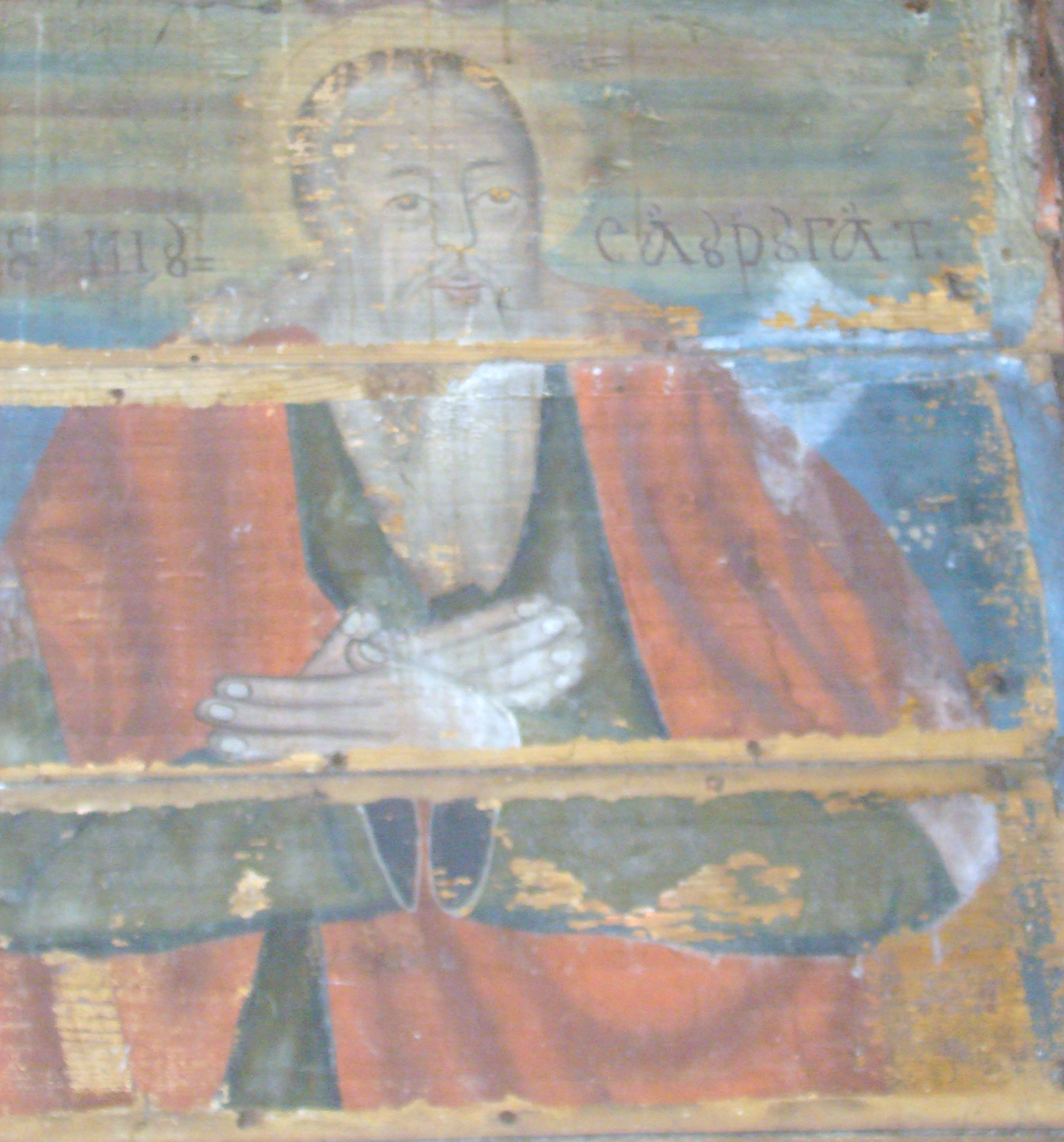
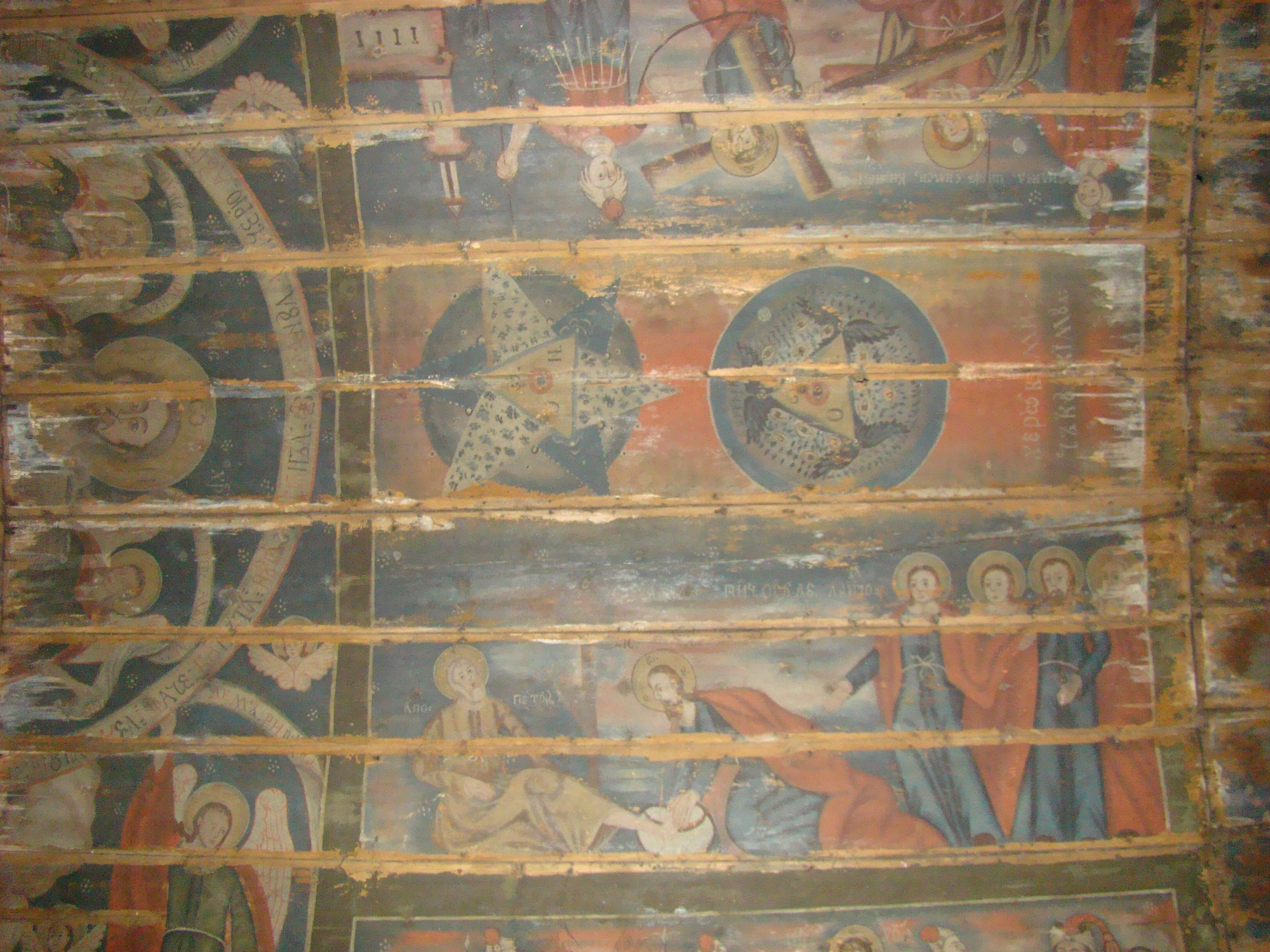
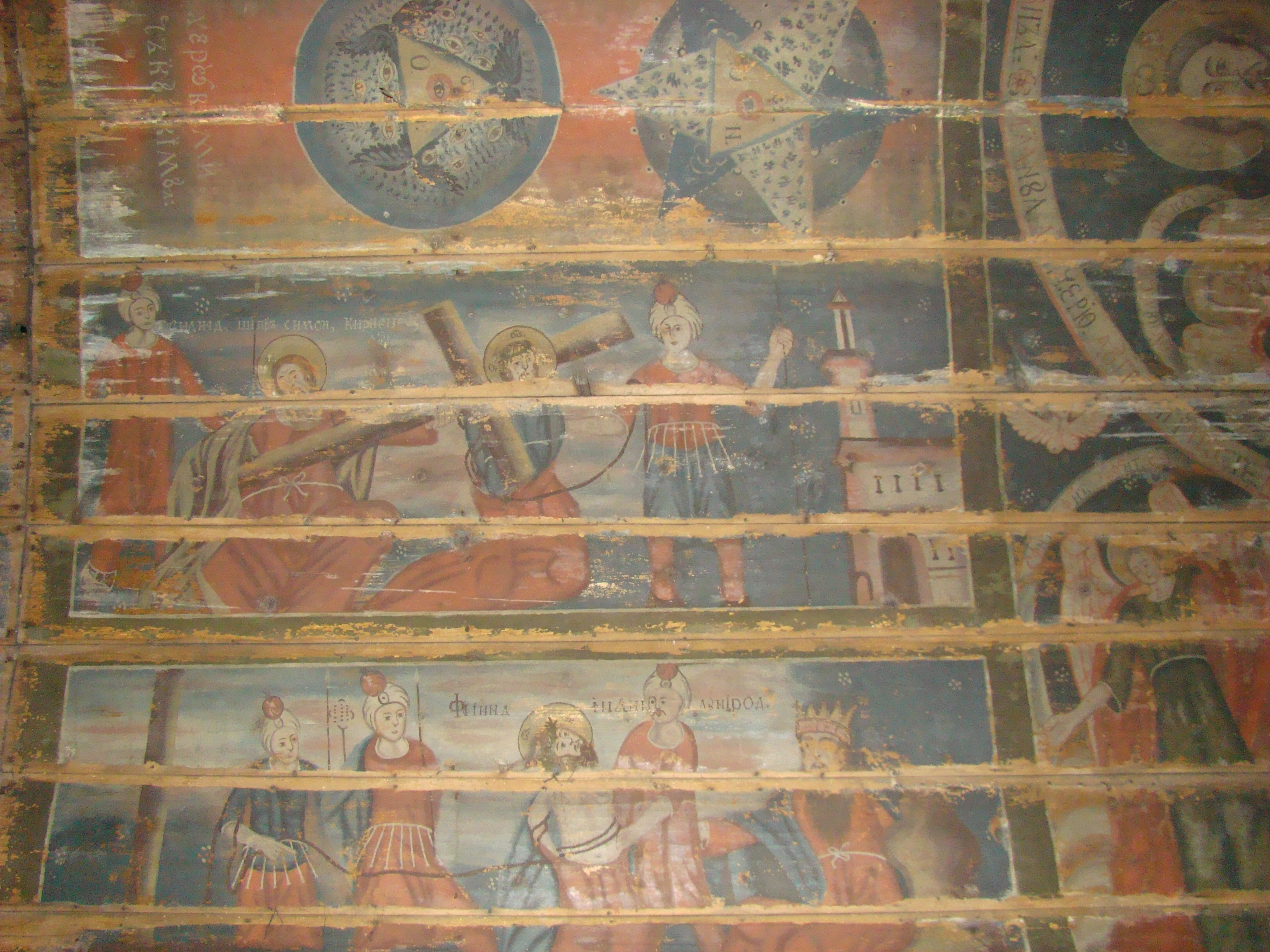
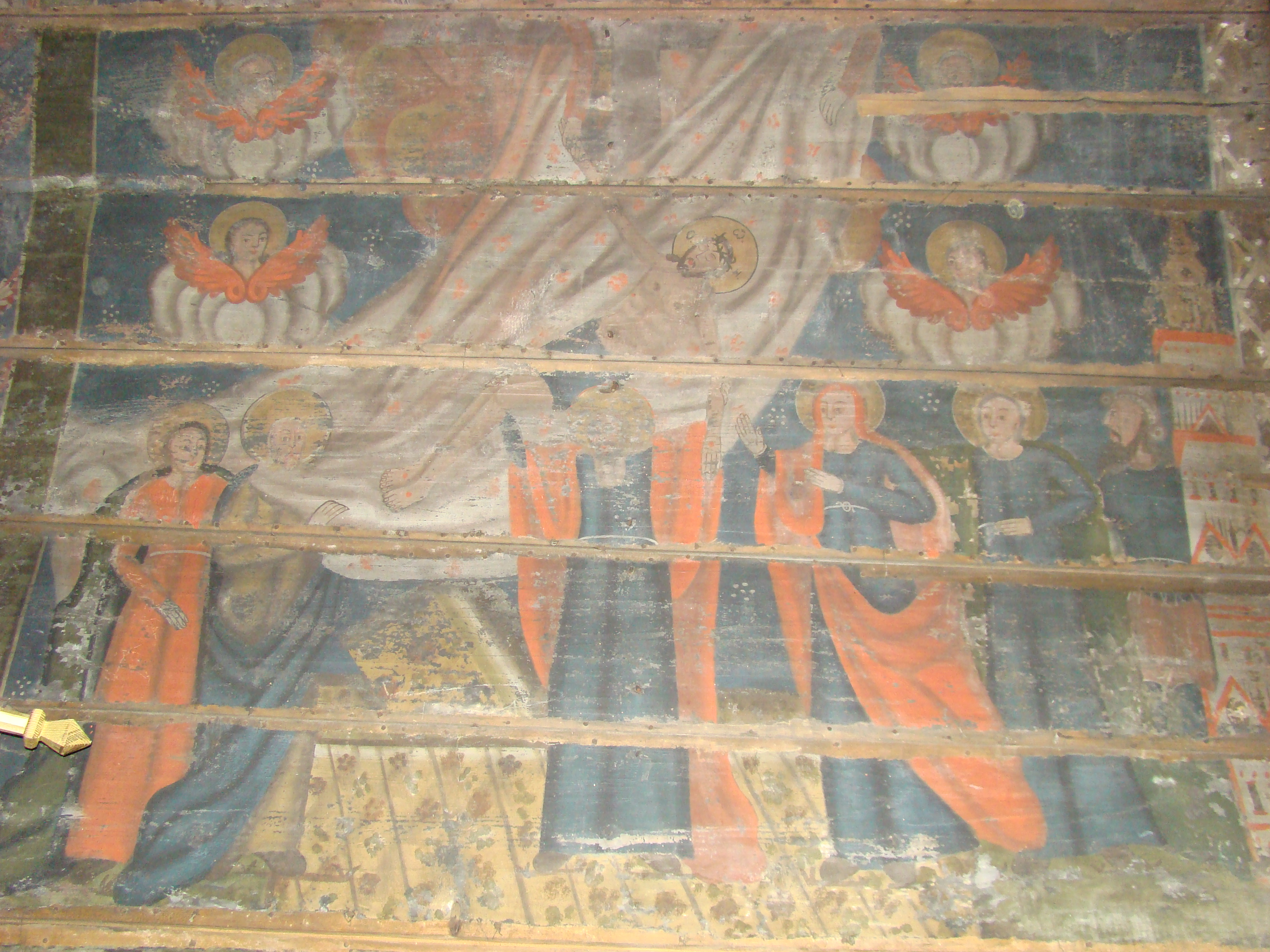
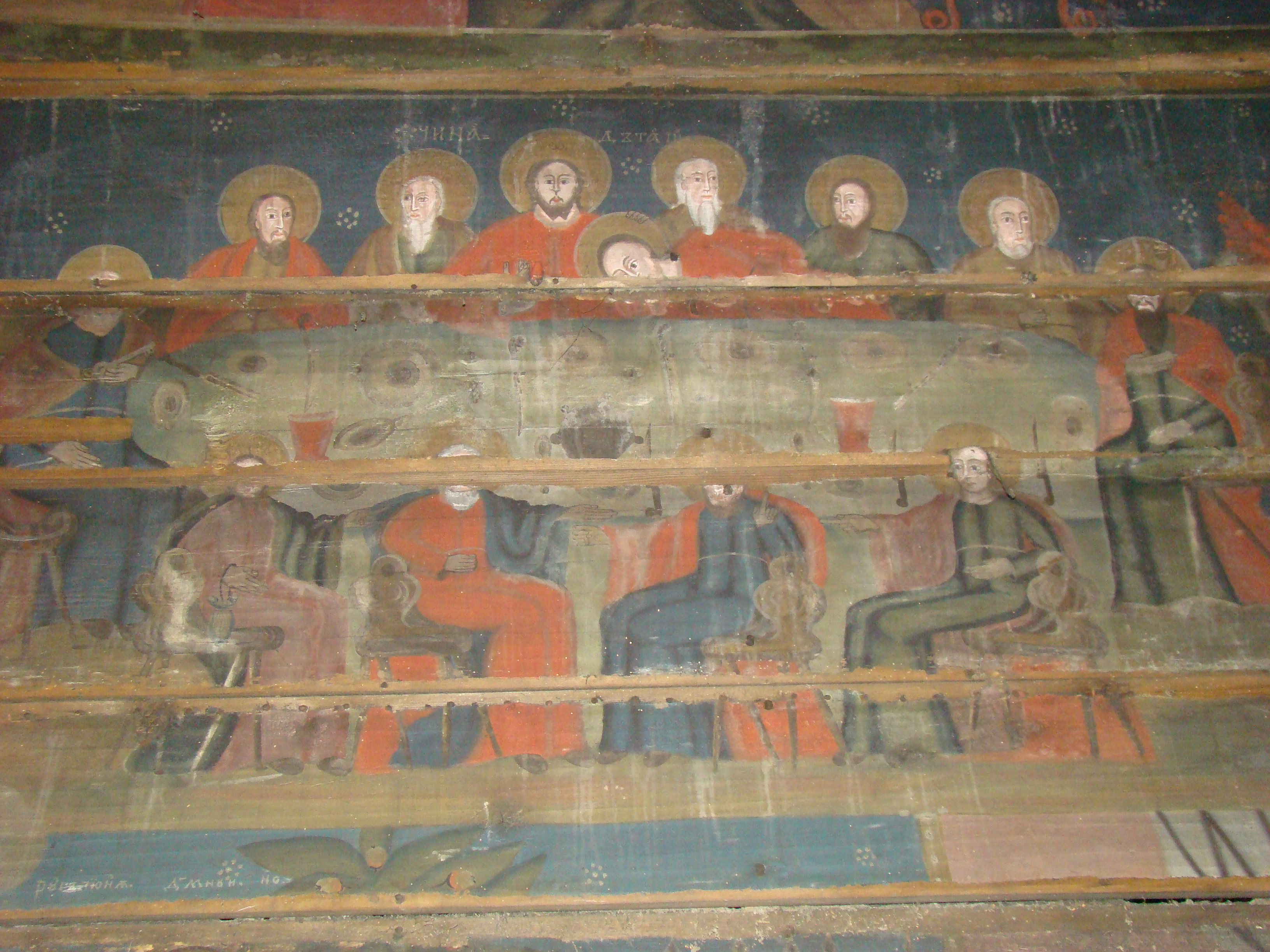
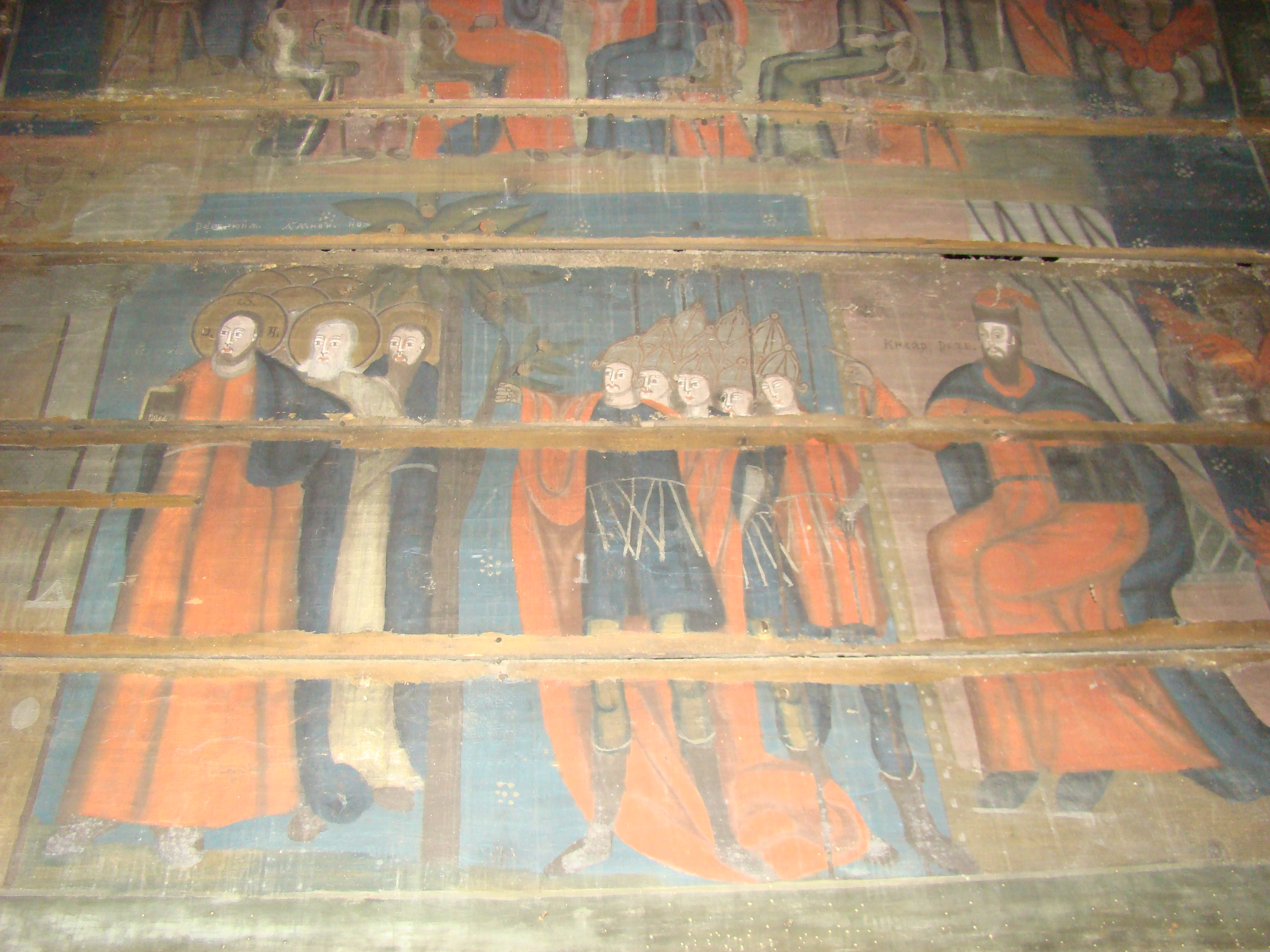
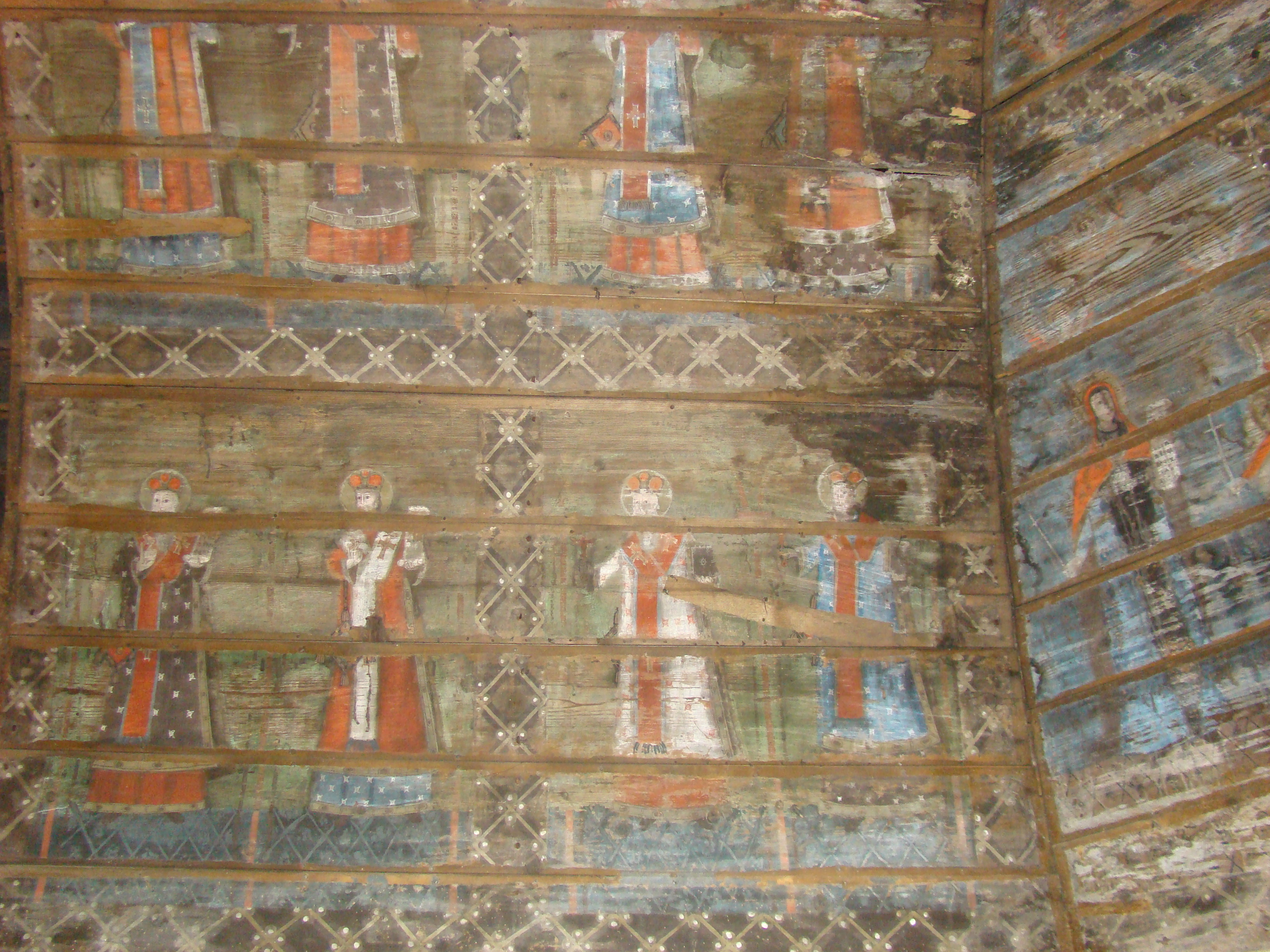
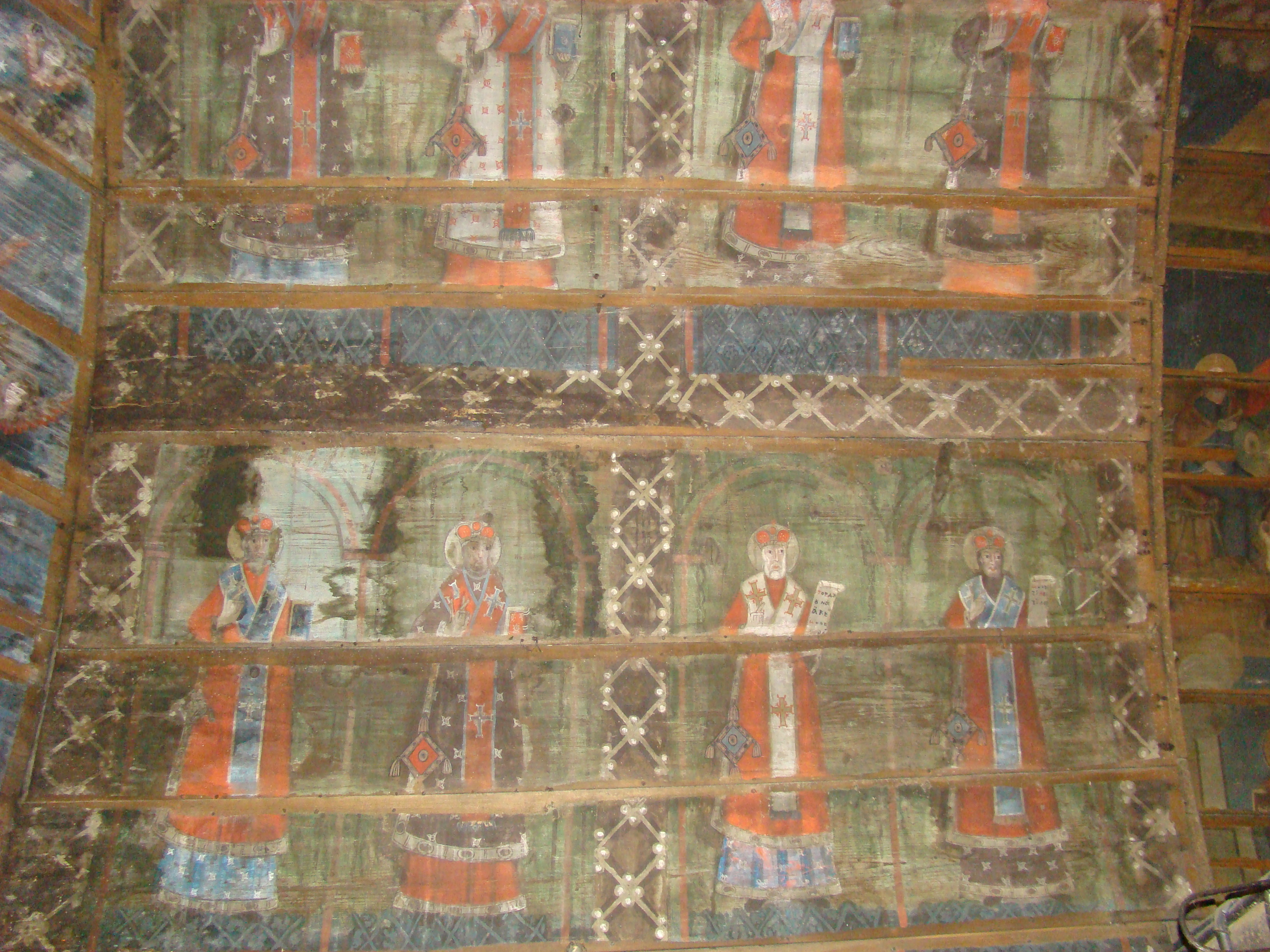
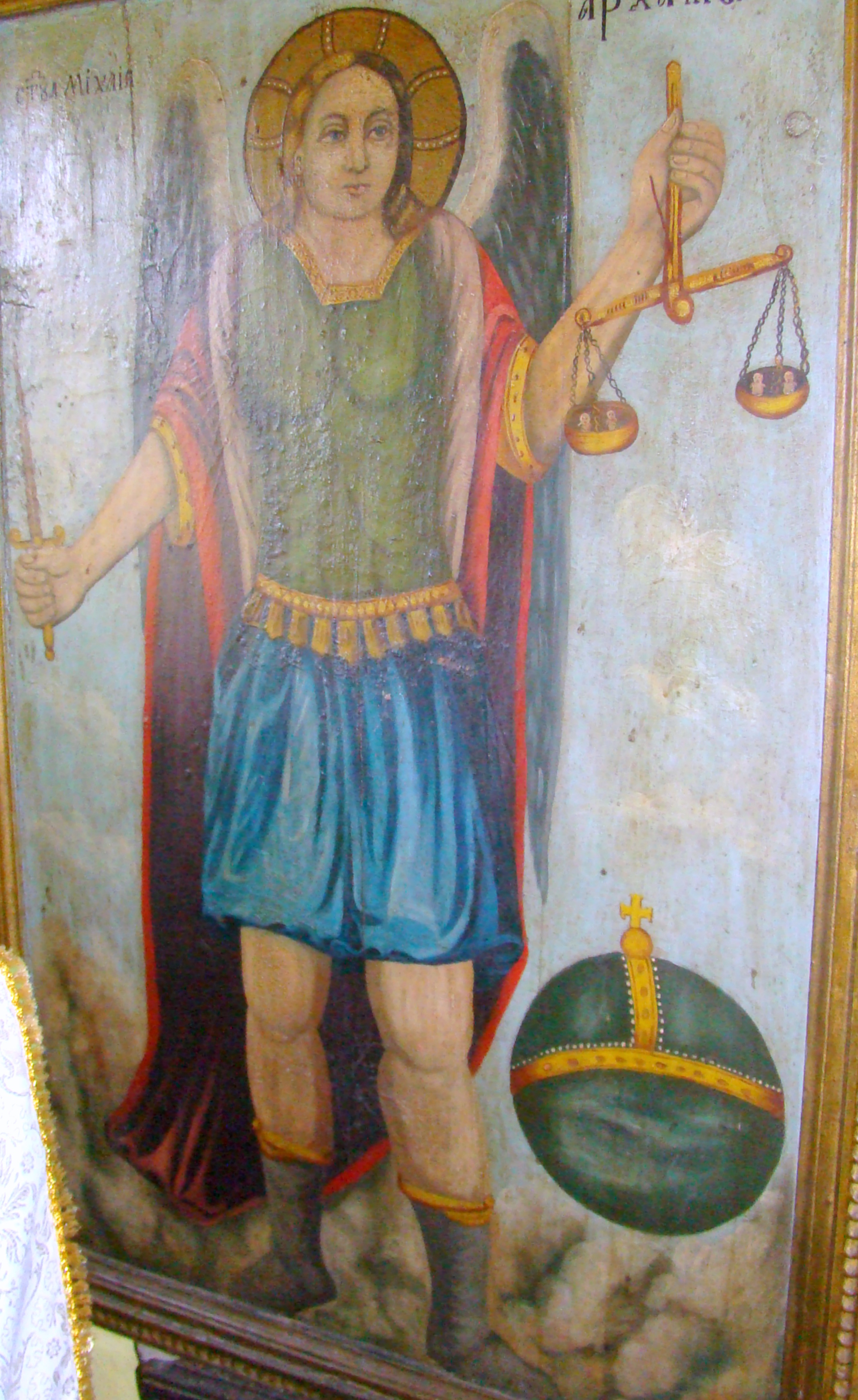